# Giải quần vợt Úc Mở rộng 2022
Giải quần vợt Úc Mở rộng 2022 là một giải quần vợt Grand Slam được diễn ra tại Melbourne Park, từ ngày 17–30 tháng 1 năm 2022. Đây là lần thứ 110 Giải quần vợt Úc Mở rộng được tổ chức, lần thứ 54 trong Kỷ nguyên Mở, và là giải Grand Slam đầu tiên trong năm. Giải đấu bao gồm các nội dung đơn, đôi và đôi nam nữ dành cho các vận động viên chuyên nghiệp. Các vận động viên trẻ và xe lăn sẽ tham dự ở nội dung đơn và đôi. Giống như những năm trước, nhà tài trợ chính của giải đấu là Kia.
Rafael Nadal là nhà vô địch nội dung đơn nam, Ashleigh Barty là nhà vô địch nội dung đơn nữ. Nadal giành danh hiệu Grand Slam thứ 21 sau khi đánh bại Daniil Medvedev trong trận chung kết. Barty giành danh hiệu đơn Úc Mở rộng đầu tiên sau khi đánh bại Danielle Collins trong trận chung kết.
Novak Djokovic là đương kim vô địch nội dung đơn nam, nhưng anh không tham dự giải đấu sau khi thị thực của anh bị hủy vì lý do liên quan đến tình trạng tiêm chủng vắc-xin COVID-19. Naomi Osaka là đương kim vô địch nội dung đơn nữ, nhưng thua ở vòng 3 trước Amanda Anisimova.

## Giải đấu

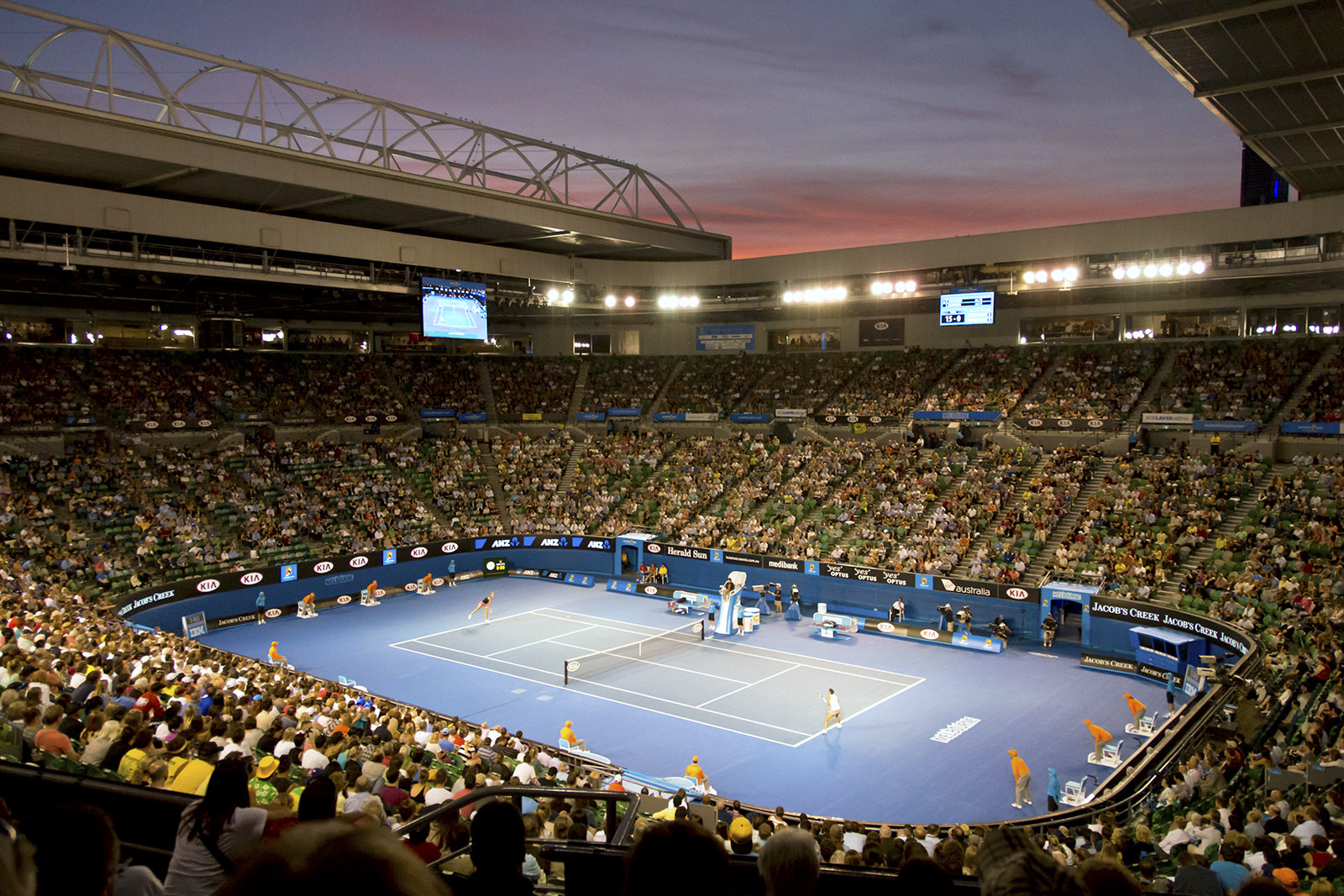
Rod Laver Arena là nơi diễn ra trận chung kết Úc Mở rộng

Giải quần vợt Úc Mở rộng 2022 là lần thứ 110 giải Úc Mở rộng tổ chức, diễn ra tại Melbourne Park ở Melbourne, Victoria, Úc.
Giải đấu được điều hành bởi Liên đoàn Quần vợt Quốc tế (ITF) và là một phần của lịch thi đấu ATP Tour 2022 và WTA Tour 2022 dưới thể loại Grand Slam. Giải đấu bao gồm các nội dung đơn và đôi của nam và nữ cũng như nội dung đôi nam nữ. Giải đấu cũng có các nội dung đơn và đôi cho các vận động viên nam trẻ và nữ trẻ (dưới 18 tuổi), là một phần ở thể loại Hạng A của giải đấu. Giải trẻ sẽ trở lại sau 1 năm sau không diễn ra. Ngoài ra cũng có các nội dung đơn, đôi và quad cho các vận động viên nam và nữ quần vợt xe lăn trong NEC tour dưới thể loại Grand Slam.
Giải đấu được thi đấu trên mặt sân cứng và được diễn ra trên 25 sân, trong đó có 4 sân chính Rod Laver Arena, John Cain Arena, Margaret Court Arena và 1573 Arena. Đây cũng là lần đầu tiên của sân Kia Arena, trở thành 5 sân quần vợt chính.

## Tóm tắt kết quả
Đơn nam
| Đơn nam                   | Đơn nam                        | Đơn nam                    | Đơn nam                     |
| Nhà vô địch               | Nhà vô địch                    | Á quân                     | Á quân                      |
| ------------------------- | ------------------------------ | -------------------------- | --------------------------- |
| Rafael Nadal [6]          | Rafael Nadal [6]               | Daniil Medvedev [2]        | Daniil Medvedev [2]         |
| Thua bán kết              |                                |                            |                             |
| Matteo Berrettini [7]     | Matteo Berrettini [7]          | Stefanos Tsitsipas [4]     | Stefanos Tsitsipas [4]      |
| Thua tứ kết               |                                |                            |                             |
| Gaël Monfils [17]         | Denis Shapovalov [14]          | Jannik Sinner [11]         | Félix Auger-Aliassime [9]   |
| Thua vòng 4               |                                |                            |                             |
| Miomir Kecmanović         | Pablo Carreño Busta [19]       | Alexander Zverev [3]       | Adrian Mannarino            |
| Alex de Minaur [32]       | Taylor Fritz [20]              | Marin Čilić [27]           | Maxime Cressy               |
| Thua vòng 3               |                                |                            |                             |
| Lorenzo Sonego [25]       | Cristian Garín [16]            | Sebastian Korda            | Carlos Alcaraz [31]         |
| Radu Albot (Q)            | Reilly Opelka [23]             | Aslan Karatsev [18]        | Karen Khachanov [28]        |
| Pablo Andújar             | Taro Daniel (Q)                | Roberto Bautista Agut [15] | Benoît Paire                |
| Andrey Rublev [5]         | Dan Evans [24]                 | Christopher O'Connell (WC) | Botic van de Zandschulp     |
| Thua vòng 2               |                                |                            |                             |
| Tommy Paul                | Oscar Otte                     | Alexander Bublik           | Pedro Martínez              |
| Corentin Moutet           | Tallon Griekspoor              | Dušan Lajović              | Stefan Kozlov (WC)          |
| John Millman              | Aleksandar Vukic (WC)          | Dominik Koepfer            | Kwon Soon-woo               |
| Hubert Hurkacz [10]       | Mackenzie McDonald             | Benjamin Bonzi             | Yannick Hanfmann (Q)        |
| Alex Molčan               | Kamil Majchrzak                | Andy Murray (WC)           | Steve Johnson               |
| Philipp Kohlschreiber     | Frances Tiafoe                 | Grigor Dimitrov [26]       | Sebastián Báez              |
| Ričardas Berankis         | Norbert Gombos (Q)             | Arthur Rinderknech         | Alejandro Davidovich Fokina |
| Diego Schwartzman [13]    | Tomáš Macháč (Q)               | Richard Gasquet            | Nick Kyrgios                |
| Thua vòng 1               |                                |                            |                             |
| Salvatore Caruso (LL)     | Mikhail Kukushkin (Q)          | Tseng Chun-hsin (WC)       | Sam Querrey                 |
| Federico Coria            | Ernesto Escobedo (LL)          | Federico Delbonis          | Facundo Bagnis              |
| Cameron Norrie [12]       | Lucas Pouille (WC)             | Fabio Fognini              | Tomás Martín Etcheverry (Q) |
| Alejandro Tabilo (Q)      | Márton Fucsovics               | Jiří Veselý                | Brandon Nakashima           |
| Daniel Altmaier           | Feliciano López                | Yoshihito Nishioka         | Lloyd Harris [30]           |
| Kevin Anderson            | Carlos Taberner                | Holger Rune                | Laslo Đere                  |
| Egor Gerasimov            | James Duckworth                | Nikola Milojević (Q)       | Jaume Munar                 |
| Denis Kudla               | Peter Gojowczyk                | Thanasi Kokkinakis (WC)    | Marcos Giron                |
| Roman Safiullin (LL)      | Damir Džumhur (LL)             | Andreas Seppi              | Lorenzo Musetti             |
| Nikoloz Basilashvili [21] | Marcelo Tomás Barrios Vera (Q) | Jordan Thompson            | João Sousa (LL)             |
| Stefano Travaglia         | Marco Cecchinato               | Marco Trungelliti          | Maximilian Marterer         |
| Jiří Lehečka              | Thiago Monteiro                | Albert Ramos Viñolas       | Mikael Ymer                 |
| Gianluca Mager            | Roberto Carballés Baena        | Timofey Skatov (Q)         | Emilio Gómez (Q)            |
| David Goffin              | Albert Ramos Viñolas           | Alex Bolt (WC)             | Emil Ruusuvuori             |
| Filip Krajinović          | Hugo Gaston                    | Juan Manuel Cerúndolo      | John Isner [22]             |
| Ugo Humbert [29]          | Jan-Lennard Struff             | Liam Broady (Q)            | Henri Laaksonen             |

Đơn nữ
| Đơn nữ                | Đơn nữ                        | Đơn nữ                   | Đơn nữ                    |
| Nhà vô địch           | Nhà vô địch                   | Á quân                   | Á quân                    |
| --------------------- | ----------------------------- | ------------------------ | ------------------------- |
| Ashleigh Barty [1]    | Ashleigh Barty [1]            | Danielle Collins [27]    | Danielle Collins [27]     |
| Thua bán kết          |                               |                          |                           |
| Madison Keys          | Madison Keys                  | Iga Świątek [7]          | Iga Świątek [7]           |
| Thua tứ kết           |                               |                          |                           |
| Jessica Pegula [21]   | Barbora Krejčíková [4]        | Alizé Cornet             | Kaia Kanepi               |
| Thua vòng 4           |                               |                          |                           |
| Amanda Anisimova      | Maria Sakkari [5]             | Victoria Azarenka [24]   | Paula Badosa [8]          |
| Elise Mertens [19]    | Simona Halep [14]             | Sorana Cîrstea           | Aryna Sabalenka [2]       |
| Thua vòng 3           |                               |                          |                           |
| Camila Giorgi [30]    | Naomi Osaka [13]              | Nuria Párrizas Díaz      | Veronika Kudermetova [28] |
| Jeļena Ostapenko [26] | Elina Svitolina [15]          | Wang Qiang               | Marta Kostyuk             |
| Clara Tauson          | Zhang Shuai                   | Danka Kovinić            | Tamara Zidanšek [29]      |
| Daria Kasatkina [25]  | Anastasia Pavlyuchenkova [10] | Maddison Inglis (WC)     | Markéta Vondroušová [31]  |
| Thua vòng 2           |                               |                          |                           |
| Lucia Bronzetti (Q)   | Tereza Martincová             | Belinda Bencic [22]      | Madison Brengle           |
| Maryna Zanevska       | Bernarda Pera                 | Elena-Gabriela Ruse      | Zheng Qinwen (Q)          |
| Wang Xiyu (WC)        | Alison Riske                  | Jil Teichmann            | Harmony Tan               |
| Jaqueline Cristian    | Alison Van Uytvanck           | Sara Sorribes Tormo [32] | Martina Trevisan (Q)      |
| Anett Kontaveit [6]   | Ana Konjuh                    | Irina-Camelia Begu       | Elena Rybakina [12]       |
| Beatriz Haddad Maia   | Emma Raducanu [17]            | Heather Watson           | Garbiñe Muguruza [3]      |
| Rebecca Peterson      | Magda Linette                 | Kristína Kučová          | Samantha Stosur (WC)      |
| Marie Bouzková        | Hailey Baptiste (Q)           | Liudmila Samsonova       | Wang Xinyu                |
| Thua vòng 1           |                               |                          |                           |
| Lesia Tsurenko (Q)    | Varvara Gracheva              | Lauren Davis             | Anastasia Potapova        |
| Kristina Mladenovic   | Arianne Hartono (Q)           | Dayana Yastremska        | Camila Osorio             |
| Irina Bara (LL)       | Kaja Juvan                    | Ekaterina Alexandrova    | Anhelina Kalinina         |
| Claire Liu            | Jasmine Paolini               | Aliaksandra Sasnovich    | Tatjana Maria (PR)        |
| Andrea Petkovic       | Viktória Kužmová (Q)          | Donna Vekić              | Anna Karolína Schmiedlová |
| Panna Udvardy         | Petra Martić                  | Yulia Putintseva         | Fiona Ferro               |
| Sofia Kenin [11]      | Greet Minnen                  | Cristina Bucșa (Q)       | Coco Gauff [18]           |
| Kirsten Flipkens (PR) | Diane Parry (WC)              | Nao Hibino (LL)          | Ajla Tomljanović          |
| Kateřina Siniaková    | Astra Sharma                  | Shelby Rogers            | Caroline Dolehide (Q)     |
| Vera Zvonareva        | Océane Dodin                  | Viktorija Golubic        | Zarina Diyas              |
| Magdalena Fręch       | Katie Volynets (Q)            | Jang Su-jeong            | Sloane Stephens           |
| Arantxa Rus           | Mayar Sherif                  | Viktoriya Tomova (Q)     | Clara Burel               |
| Harriet Dart          | Daria Saville (WC)            | Anastasija Sevastova     | Stefanie Vögele           |
| Petra Kvitová (20)    | Misaki Doi                    | Robin Anderson (WC)      | Anna Bondár               |
| Angelique Kerber (16) | Rebecca Marino (Q)            | Caroline Garcia          | Leylah Fernandez [23]     |
| Priscilla Hon [WC]    | Emina Bektas                  | Ann Li                   | Storm Sanders (WC)        |

## Tóm tắt từng ngày

### Ngày 1 (17 tháng 1)
Novak Djokovic ban đầu thi đấu trận đấu ban đêm trên sân Rod Laver Arena với Miomir Kecmanović trước khi anh bị trục xuất. Anh được thay thế bởi Salvatore Caruso.
- Hạt giống bị loại:
  - Đơn nam:  Cameron Norrie [12],  Lloyd Harris [30]
  - Đơn nữ:  Sofia Kenin [11],  Coco Gauff [18]
- Lịch thi đấu

| Trận đấu trên Sân chính                                                               | Trận đấu trên Sân chính           | Trận đấu trên Sân chính           | Trận đấu trên Sân chính           |
| Trận đấu trên sân Rod Laver Arena                                                     | Trận đấu trên sân Rod Laver Arena | Trận đấu trên sân Rod Laver Arena | Trận đấu trên sân Rod Laver Arena |
| Sự kiện                                                                               | Người thắng trận                  | Người thua cuộc                   | Tỷ số                             |
| ------------------------------------------------------------------------------------- | --------------------------------- | --------------------------------- | --------------------------------- |
| Vòng 1 đơn nữ                                                                         | Maria Sakkari [5]                 | Tatjana Maria [PR]                | 6–4, 7–6(7–2)                     |
| Vòng 1 đơn nữ                                                                         | Naomi Osaka [13]                  | Camila Osorio                     | 6–3, 6–3                          |
| Vòng 1 đơn nam                                                                        | Rafael Nadal [6]                  | Marcos Giron                      | 6–1, 6–4, 6–2                     |
| Vòng 1 đơn nữ                                                                         | Ashleigh Barty [1]                | Lesia Tsurenko [Q]                | 6–0, 6–1                          |
| Vòng 1 đơn nam                                                                        | Alexander Zverev [3]              | Daniel Altmaier                   | 7–6(7–3), 6–1, 7–6(7–1)           |
| Trận đấu trên sân Margaret Court Arena                                                |                                   |                                   |                                   |
| Sự kiện                                                                               | Người thắng trận                  | Người thua cuộc                   | Tỷ số                             |
| Vòng 1 đơn nữ                                                                         | Elina Svitolina [15]              | Fiona Ferro                       | 6–1, 7–6(7–4)                     |
| Vòng 1 đơn nam                                                                        | Matteo Berrettini [7]             | Brandon Nakashima                 | 4–6, 6–2, 7–6(7–5), 6–3           |
| Vòng 1 đơn nữ                                                                         | Wang Qiang                        | Coco Gauff [18]                   | 6–4, 6–2                          |
| Vòng 1 đơn nam                                                                        | John Millman                      | Feliciano López                   | 6–1, 6–3, 4–6, 7–5                |
| Vòng 1 đơn nữ                                                                         | Paula Badosa [8]                  | Ajla Tomljanović                  | 6–4, 6–0                          |
| Trận đấu trên sân John Cain Arena                                                     |                                   |                                   |                                   |
| Sự kiện                                                                               | Người thắng trận                  | Người thua cuộc                   | Tỷ số                             |
| Vòng 1 đơn nam                                                                        | Denis Shapovalov [14]             | Laslo Đere                        | 7–6(7–3), 6–4, 3–6, 7–6(7–3)      |
| Vòng 1 đơn nam                                                                        | Hubert Hurkacz [10]               | Egor Gerasimov                    | 6–2, 7–6(7–3), 6–7(5–7), 6–3      |
| Vòng 1 đơn nữ                                                                         | Madison Keys                      | Sofia Kenin [11]                  | 7–6(7–2), 7–5                     |
| Trận đấu trên sân Kia Arena                                                           |                                   |                                   |                                   |
| Sự kiện                                                                               | Người thắng trận                  | Người thua cuộc                   | Tỷ số                             |
| Vòng 1 đơn nữ                                                                         | Belinda Bencic [22]               | Kristina Mladenovic               | 6–4, 6–3                          |
| Vòng 1 đơn nam                                                                        | Gaël Monfils [17]                 | Federico Coria                    | 6–1, 6–1, 6–3                     |
| Vòng 1 đơn nam                                                                        | Sebastian Korda                   | Cameron Norrie [12]               | 6–3, 6–0, 6–4                     |
| Vòng 1 đơn nữ                                                                         | Barbora Krejčíková [4]            | Andrea Petkovic                   | 6–2, 6–0                          |
| Vòng 1 đơn nam                                                                        | Aslan Karatsev [18]               | Jaume Munar                       | 3–6, 7–6(7–1), 6–7(3–7), 6–4, 6–4 |
| Trận đấu trên sân 1573 Arena                                                          |                                   |                                   |                                   |
| Sự kiện                                                                               | Người thắng trận                  | Người thua cuộc                   | Tỷ số                             |
| Vòng 1 đơn nữ                                                                         | Amanda Anisimova                  | Arianne Hartono [Q]               | 2–6, 6–4, 6–3                     |
| Vòng 1 đơn nam                                                                        | Karen Khachanov [28]              | Denis Kudla                       | 3–6, 6–3, 6–2, 7–6(7–2)           |
| Vòng 1 đơn nữ                                                                         | Nuria Párrizas Díaz               | Irina Bara [LL]                   | 6–3, 6–1                          |
| Vòng 1 đơn nam                                                                        | Miomir Kecmanović                 | Salvatore Caruso [LL]             | 6–4, 6–2, 6–1                     |
| Trận đấu được tô màu là trận đấu diễn ra vào ban đêm                                  |                                   |                                   |                                   |
| Các trận đấu bắt đầu vào 11 giờ sáng, các trận đấu ban đêm bắt đầu vào 7 giờ tối AEDT |                                   |                                   |                                   |

### Ngày 2 (18 tháng 1)
- Hạt giống bị loại:
  - Đơn nam:  Nikoloz Basilashvili [21],  John Isner [22],  Ugo Humbert [29]
  - Đơn nữ:  Angelique Kerber [16],  Petra Kvitová [20],  Leylah Fernandez [23]
- Lịch thi đấu

| Trận đấu trên Sân chính                                                               | Trận đấu trên Sân chính           | Trận đấu trên Sân chính           | Trận đấu trên Sân chính           |
| Trận đấu trên sân Rod Laver Arena                                                     | Trận đấu trên sân Rod Laver Arena | Trận đấu trên sân Rod Laver Arena | Trận đấu trên sân Rod Laver Arena |
| Sự kiện                                                                               | Người thắng trận                  | Người thua cuộc                   | Tỷ số                             |
| ------------------------------------------------------------------------------------- | --------------------------------- | --------------------------------- | --------------------------------- |
| Vòng 1 đơn nữ                                                                         | Garbiñe Muguruza [3]              | Clara Burel                       | 6–3, 6–4                          |
| Vòng 1 đơn nữ                                                                         | Iga Świątek [7]                   | Harriet Dart [Q]                  | 6–3, 6–0                          |
| Vòng 1 đơn nam                                                                        | Daniil Medvedev [2]               | Henri Laaksonen                   | 6–1, 6–4, 7–6(7–3)                |
| Vòng 1 đơn nữ                                                                         | Aryna Sabalenka [2]               | Storm Sanders [WC]                | 5–7, 6–3, 6–2                     |
| Vòng 1 đơn nam                                                                        | Stefanos Tsitsipas [4]            | Mikael Ymer                       | 6–2, 6–4, 6–3                     |
| Trận đấu trên sân Margaret Court Arena                                                |                                   |                                   |                                   |
| Sự kiện                                                                               | Người thắng trận                  | Người thua cuộc                   | Tỷ số                             |
| Vòng 1 đơn nữ                                                                         | Rebecca Peterson                  | Daria Saville [WC]                | 6–2, 6–3                          |
| Vòng 1 đơn nam                                                                        | Andrey Rublev [5]                 | Gianluca Mager                    | 6–3, 6–2, 6–2                     |
| Vòng 1 đơn nữ                                                                         | Simona Halep [14]                 | Magdalena Fręch                   | 6–4, 6–3                          |
| Vòng 1 đơn nam                                                                        | Alex de Minaur [32]               | Lorenzo Musetti                   | 3–6, 6–3, 6–0, 6–3                |
| Vòng 1 đơn nữ                                                                         | Emma Raducanu [17]                | Sloane Stephens                   | 6–0, 2–6, 6–1                     |
| Trận đấu trên sân John Cain Arena                                                     |                                   |                                   |                                   |
| Sự kiện                                                                               | Người thắng trận                  | Người thua cuộc                   | Tỷ số                             |
| Vòng 1 đơn nữ                                                                         | Sorana Cîrstea                    | Petra Kvitová [20]                | 6–2, 6–2                          |
| Vòng 1 đơn nữ                                                                         | Anett Kontaveit [6]               | Kateřina Siniaková                | 6–2, 6–3                          |
| Vòng 1 đơn nam                                                                        | Andy Murray [WC]                  | Nikoloz Basilashvili [21]         | 6–1, 3–6, 6–4, 6–7(5–7), 6–4      |
| Vòng 1 đơn nam                                                                        | Nick Kyrgios                      | Liam Broady [Q]                   | 6–4, 6–4, 6–3                     |
| Trận đấu trên sân Kia Arena                                                           |                                   |                                   |                                   |
| Sự kiện                                                                               | Người thắng trận                  | Người thua cuộc                   | Tỷ số                             |
| Vòng 1 đơn nữ                                                                         | Samantha Stosur [WC]              | Robin Anderson [WC]               | 6–7(5–7), 6–3, 6–3                |
| Vòng 1 đơn nam                                                                        | Jannik Sinner [11]                | João Sousa [LL]                   | 6–4, 7–5, 6–1                     |
| Vòng 1 đơn nam                                                                        | Alex Molčan                       | Roman Safiullin [LL]              | 6–3, 7–6(11–9), 5–7, 7–6(8–6)     |
| Vòng 1 đơn nữ                                                                         | Kaia Kanepi                       | Angelique Kerber [16]             | 6–4, 6–3                          |
| Trận đấu trên sân 1573 Arena                                                          |                                   |                                   |                                   |
| Sự kiện                                                                               | Người thắng trận                  | Người thua cuộc                   | Tỷ số                             |
| Vòng 1 đơn nam                                                                        | Diego Schwartzman [13]            | Filip Krajinović                  | 6–3, 6–4, 7–5                     |
| Vòng 1 đơn nữ                                                                         | Maddison Inglis [WC]              | Leylah Fernandez [23]             | 6–4, 6–2                          |
| Vòng 1 đơn nam                                                                        | Félix Auger-Aliassime [9]         | Emil Ruusuvuori                   | 6–4, 0–6, 3–6, 6–3, 6–4           |
| Vòng 1 đơn nữ                                                                         | Danielle Collins [27]             | Caroline Dolehide [Q]             | 6–1, 6–3                          |
| Trận đấu được tô màu là trận đấu diễn ra vào ban đêm                                  |                                   |                                   |                                   |
| Các trận đấu bắt đầu vào 11 giờ sáng, các trận đấu ban đêm bắt đầu vào 7 giờ tối AEDT |                                   |                                   |                                   |

### Ngày 3 (19 tháng 1)
- Hạt giống bị loại:
  - Đơn nam:  Hubert Hurkacz [10]
  - Đơn nữ:  Belinda Bencic [22],  Sara Sorribes Tormo [32]
  - Đôi nam:  Marcelo Arévalo /  Jean-Julien Rojer [14]
  - Đôi nữ:  Nadiia Kichenok /  Sania Mirza [12],  Irina-Camelia Begu /  Nina Stojanović [15]
- Lịch thi đấu

| Trận đấu trên Sân chính                                                               | Trận đấu trên Sân chính           | Trận đấu trên Sân chính           | Trận đấu trên Sân chính                |
| Trận đấu trên sân Rod Laver Arena                                                     | Trận đấu trên sân Rod Laver Arena | Trận đấu trên sân Rod Laver Arena | Trận đấu trên sân Rod Laver Arena      |
| Sự kiện                                                                               | Người thắng trận                  | Người thua cuộc                   | Tỷ số                                  |
| ------------------------------------------------------------------------------------- | --------------------------------- | --------------------------------- | -------------------------------------- |
| Vòng 2 đơn nữ                                                                         | Paula Badosa [8]                  | Martina Trevisan [Q]              | 6–0, 6–3                               |
| Vòng 2 đơn nữ                                                                         | Ashleigh Barty [1]                | Lucia Bronzetti [Q]               | 6–1, 6–1                               |
| Vòng 2 đơn nam                                                                        | Rafael Nadal [6]                  | Yannick Hanfmann [Q]              | 6–2, 6–3, 6–4                          |
| Vòng 2 đơn nữ                                                                         | Naomi Osaka [13]                  | Madison Brengle                   | 6–0, 6–4                               |
| Vòng 2 đơn nam                                                                        | Alexander Zverev [3]              | John Millman                      | 6–4, 6–4, 6–0                          |
| Trận đấu trên sân Margaret Court Arena                                                |                                   |                                   |                                        |
| Sự kiện                                                                               | Người thắng trận                  | Người thua cuộc                   | Tỷ số                                  |
| Vòng 2 đơn nữ                                                                         | Elina Svitolina [15]              | Harmony Tan                       | 6–3, 5–7, 5–1, bỏ cuộc                 |
| Vòng 2 đơn nam                                                                        | Denis Shapovalov [14]             | Kwon Soon-woo                     | 7–6(8–6), 6–7(3–7), 6–7(6–8), 7–5, 6–2 |
| Vòng 2 đơn nữ                                                                         | Barbora Krejčíková [4]            | Wang Xiyu [WC]                    | 6–2, 6–3                               |
| Vòng 2 đơn nữ                                                                         | Maria Sakkari [5]                 | Zheng Qinwen [Q]                  | 6–1, 6–4                               |
| Vòng 2 đơn nam                                                                        | Gaël Monfils [17]                 | Alexander Bublik                  | 6–1, 6–0, 6–4                          |
| Trận đấu trên sân John Cain Arena                                                     |                                   |                                   |                                        |
| Sự kiện                                                                               | Người thắng trận                  | Người thua cuộc                   | Tỷ số                                  |
| Vòng 2 đơn nữ                                                                         | Camila Giorgi [30]                | Tereza Martincová                 | 6–2, 7–6(7–2)                          |
| Vòng 2 đơn nữ                                                                         | Madison Keys                      | Jaqueline Cristian                | 6–2, 7–5                               |
| Vòng 2 đơn nam                                                                        | Matteo Berrettini [7]             | Stefan Kozlov [WC]                | 6–1, 4–6, 6–4, 6–1                     |
| Vòng 2 đơn nam                                                                        | Adrian Mannarino                  | Hubert Hurkacz [10]               | 6–4, 6–2, 6–3                          |
| Trận đấu trên sân Kia Arena                                                           |                                   |                                   |                                        |
| Sự kiện                                                                               | Người thắng trận                  | Người thua cuộc                   | Tỷ số                                  |
| Vòng 2 đơn nữ                                                                         | Victoria Azarenka [24]            | Jil Teichmann                     | 6–1, 6–2                               |
| Vòng 2 đơn nam                                                                        | Pablo Carreño Busta [19]          | Tallon Griekspoor                 | 6–3, 6–7(6–8), 7–6(7–3), 3–6, 6–4      |
| Vòng 2 đơn nữ                                                                         | Amanda Anisimova                  | Belinda Bencic [22]               | 6–2, 7–5                               |
| Vòng 2 đơn nam                                                                        | Aslan Karatsev [18]               | Mackenzie McDonald                | 3–6, 6–2, 6–2, 6–3                     |
| Trận đấu trên sân 1573 Arena                                                          |                                   |                                   |                                        |
| Sự kiện                                                                               | Người thắng trận                  | Người thua cuộc                   | Tỷ số                                  |
| Vòng 2 đơn nữ                                                                         | Marta Kostyuk                     | Sara Sorribes Tormo [32]          | 7–6(7–5), 6–3                          |
| Vòng 2 đơn nữ                                                                         | Jessica Pegula [21]               | Bernarda Pera                     | 6–4, 6–4                               |
| Vòng 2 đơn nam                                                                        | Carlos Alcaraz [31]               | Dušan Lajović                     | 6–2, 6–1, 7–5                          |
| Vòng 2 đơn nam                                                                        | Cristian Garín [16]               | Pedro Martínez                    | 6–7(1–7), 7–6(7–4), 2–6, 6–2, 6–2      |
| Trận đấu được tô màu là trận đấu diễn ra vào ban đêm                                  |                                   |                                   |                                        |
| Các trận đấu bắt đầu vào 11 giờ sáng, các trận đấu ban đêm bắt đầu vào 7 giờ tối AEDT |                                   |                                   |                                        |

### Ngày 4 (20 tháng 1)
- Hạt giống bị loại:
  - Đơn nam:  Diego Schwartzman [13],  Grigor Dimitrov [26]
  - Đơn nữ:  Garbiñe Muguruza [3],  Anett Kontaveit [6],  Elena Rybakina [12],  Emma Raducanu [17]
  - Đôi nam:  Nicolas Mahut /  Fabrice Martin [7],  Sander Gillé /  Joran Vliegen [11],  Andrey Golubev /  Franko Škugor [16]
  - Đôi nữ:  Darija Jurak Schreiber /  Andreja Klepač [7],  Coco Gauff /  Caty McNally [8]
- Lịch thi đấu

| Trận đấu trên Sân chính                                                               | Trận đấu trên Sân chính           | Trận đấu trên Sân chính                | Trận đấu trên Sân chính                |
| Trận đấu trên sân Rod Laver Arena                                                     | Trận đấu trên sân Rod Laver Arena | Trận đấu trên sân Rod Laver Arena      | Trận đấu trên sân Rod Laver Arena      |
| Sự kiện                                                                               | Người thắng trận                  | Người thua cuộc                        | Tỷ số                                  |
| ------------------------------------------------------------------------------------- | --------------------------------- | -------------------------------------- | -------------------------------------- |
| Vòng 2 đơn nữ                                                                         | Alizé Cornet                      | Garbiñe Muguruza [3]                   | 6–3, 6–3                               |
| Vòng 2 đơn nữ                                                                         | Aryna Sabalenka [2]               | Wang Xinyu                             | 1–6, 6–4, 6–2                          |
| Vòng 2 đơn nam                                                                        | Alex de Minaur [32]               | Kamil Majchrzak                        | 6–4, 6–4, 6–2                          |
| Vòng 2 đơn nam                                                                        | Daniil Medvedev [2]               | Nick Kyrgios                           | 7–6(7–1), 6–4, 4–6, 6–4                |
| Vòng 2 đơn nữ                                                                         | Simona Halep [14]                 | Beatriz Haddad Maia                    | 6–2, 6–0                               |
| Trận đấu trên sân Margaret Court Arena                                                |                                   |                                        |                                        |
| Sự kiện                                                                               | Người thắng trận                  | Người thua cuộc                        | Tỷ số                                  |
| Vòng 2 đơn nữ                                                                         | Clara Tauson                      | Anett Kontaveit [6]                    | 6–2, 6–4                               |
| Vòng 2 đơn nữ                                                                         | Maddison Inglis [WC]              | Hailey Baptiste [Q]                    | 7–6(7–4), 2–6, 6–2                     |
| Vòng 2 đơn nam                                                                        | Stefanos Tsitsipas [4]            | Sebastián Báez                         | 7–6(7–1), 6–7(5–7), 6–3, 6–4           |
| Vòng 2 đơn nữ                                                                         | Danka Kovinić                     | Emma Raducanu [17]                     | 6–4, 4–6, 6–3                          |
| Vòng 2 đơn nam                                                                        | Jannik Sinner [11]                | Steve Johnson                          | 6–2, 6–4, 6–3                          |
| Trận đấu trên sân John Cain Arena                                                     |                                   |                                        |                                        |
| Sự kiện                                                                               | Người thắng trận                  | Người thua cuộc                        | Tỷ số                                  |
| Vòng 2 đơn nữ                                                                         | Iga Świątek [7]                   | Rebecca Peterson                       | 6–2, 6–2                               |
| Vòng 2 đơn nam                                                                        | Taylor Fritz [20]                 | Frances Tiafoe                         | 6–4, 6–3, 7–6(7–5)                     |
| Vòng 2 đơn nữ                                                                         | Zhang Shuai                       | Elena Rybakina [12]                    | 6–4, 1–0, bỏ cuộc                      |
| Vòng 2 đơn nam                                                                        | Taro Daniel [Q]                   | Andy Murray [WC]                       | 6–4, 6–4, 6–4                          |
| Trận đấu trên sân Kia Arena                                                           |                                   |                                        |                                        |
| Sự kiện                                                                               | Người thắng trận                  | Người thua cuộc                        | Tỷ số                                  |
| Vòng 2 đơn nam                                                                        | Andrey Rublev [5]                 | Ričardas Berankis                      | 6–4, 6–2, 6–0                          |
| Vòng 2 đơn nữ                                                                         | Anastasia Pavlyuchenkova [10]     | Samantha Stosur [WC]                   | 6–2, 6–2                               |
| Vòng 2 đơn nam                                                                        | Félix Auger-Aliassime [9]         | Alejandro Davidovich Fokina            | 7–6(7–4), 6–7(4–7), 7–6(7–5), 7–6(7–4) |
| Vòng 1 đôi nam                                                                        | Matthew Ebden Max Purcell         | Jonathan Erlich André Göransson        | 7–6(7–5), 6–3                          |
| Trận đấu trên sân 1573 Arena                                                          |                                   |                                        |                                        |
| Sự kiện                                                                               | Người thắng trận                  | Người thua cuộc                        | Tỷ số                                  |
| Vòng 2 đơn nữ                                                                         | Danielle Collins [27]             | Ana Konjuh                             | 6–4, 6–3                               |
| Vòng 2 đơn nam                                                                        | Dan Evans [24]                    | Arthur Rinderknech                     | Bỏ cuộc trước trận đấu                 |
| Vòng 2 đơn nam                                                                        | Roberto Bautista Agut [15]        | Philipp Kohlschreiber                  | 6–1, 6–0, 6–3                          |
| Vòng 1 đôi nam                                                                        | Dane Sweeny [WC] Li Tu [WC]       | Andrey Golubev [16] Franko Škugor [16] | 5–2, bỏ cuộc                           |
| Trận đấu được tô màu là trận đấu diễn ra vào ban đêm                                  |                                   |                                        |                                        |
| Các trận đấu bắt đầu vào 11 giờ sáng, các trận đấu ban đêm bắt đầu vào 7 giờ tối AEDT |                                   |                                        |                                        |

### Ngày 5 (21 tháng 1)
Desirae Krawczyk có cơ hội giành 4 danh hiệu Grand Slam đôi nam nữ liên tiếp trong Kỷ nguyên Mở, sau khi đã vô địch Pháp Mở rộng, Wimbedon và Mỹ Mở rộng năm 2021, nhưng cô và Joe Salisbury thua ở vòng 1 trước Giuliana Olmos và Marcelo Arévalo.
- Hạt giống bị loại:
  - Đơn nam:  Cristian Garín [16],  Aslan Karatsev [18],  Reilly Opelka [23],  Lorenzo Sonego [25],  Karen Khachanov [28],  Carlos Alcaraz [31]
  - Đơn nữ:  Naomi Osaka [13],  Elina Svitolina [15],  Jeļena Ostapenko [26],  Veronika Kudermetova [28],  Camila Giorgi [30]
  - Đôi nam:  Nikola Mektić /  Mate Pavić [1]
  - Đôi nữ:  Samantha Stosur /  Zhang Shuai [4]
  - Đôi nam nữ:  Desirae Krawczyk /  Joe Salisbury [1],  Nicole Melichar-Martinez /  Robert Farah [3]
- Lịch thi đấu

| Trận đấu trên Sân chính                                                               | Trận đấu trên Sân chính                      | Trận đấu trên Sân chính                       | Trận đấu trên Sân chính            |
| Trận đấu trên sân Rod Laver Arena                                                     | Trận đấu trên sân Rod Laver Arena            | Trận đấu trên sân Rod Laver Arena             | Trận đấu trên sân Rod Laver Arena  |
| Sự kiện                                                                               | Người thắng trận                             | Người thua cuộc                               | Tỷ số                              |
| ------------------------------------------------------------------------------------- | -------------------------------------------- | --------------------------------------------- | ---------------------------------- |
| Vòng 3 đơn nữ                                                                         | Victoria Azarenka [24]                       | Elina Svitolina [15]                          | 6–0, 6–2                           |
| Vòng 3 đơn nữ                                                                         | Barbora Krejčíková [4]                       | Jeļena Ostapenko [26]                         | 2–6, 6–4, 6–4                      |
| Vòng 3 đơn nam                                                                        | Matteo Berrettini [7]                        | Carlos Alcaraz [31]                           | 6–2, 7–6(7–3), 4–6, 2–6, 7–6(10–5) |
| Vòng 3 đơn nữ                                                                         | Ashleigh Barty [1]                           | Camila Giorgi [30]                            | 6–2, 6–3                           |
| Vòng 3 đơn nam                                                                        | Rafael Nadal [6]                             | Karen Khachanov [28]                          | 6–3, 6–2, 3–6, 6–1                 |
| Trận đấu trên sân Margaret Court Arena                                                |                                              |                                               |                                    |
| Sự kiện                                                                               | Người thắng trận                             | Người thua cuộc                               | Tỷ số                              |
| Vòng 3 đơn nữ                                                                         | Jessica Pegula [21]                          | Nuria Párrizas Díaz                           | 7–6(7–3), 6–2                      |
| Vòng 3 đơn nữ                                                                         | Paula Badosa [8]                             | Marta Kostyuk                                 | 6–2, 5–7, 6–4                      |
| Vòng 3 đơn nam                                                                        | Denis Shapovalov [14]                        | Reilly Opelka [23]                            | 7–6(7–4), 4–6, 6–3, 6–4            |
| Vòng 3 đơn nữ                                                                         | Amanda Anisimova                             | Naomi Osaka [13]                              | 4–6, 6–3, 7–6(10–5)                |
| Vòng 3 đơn nam                                                                        | Adrian Mannarino                             | Aslan Karatsev [18]                           | 7–6(7–4), 6–7(4–7), 7–5, 6–4       |
| Trận đấu trên sân John Cain Arena                                                     |                                              |                                               |                                    |
| Sự kiện                                                                               | Người thắng trận                             | Người thua cuộc                               | Tỷ số                              |
| Vòng 2 đôi nam                                                                        | John Peers / Filip Polášek [5]               | Rinky Hijikata / Tristan Schoolkate [WC]      | 6–1, 3–6, 6–1                      |
| Vòng 3 đơn nữ                                                                         | Maria Sakkari [5]                            | Veronika Kudermetova [28]                     | 6–4, 6–1                           |
| Vòng 2 đôi nữ                                                                         | Magda Linette Bernarda Pera                  | Samantha Stosur [4] Zhang Shuai [4]           | 6–7(6–8), 6–1, 7–5                 |
| Vòng 3 đơn nam                                                                        | Alexander Zverev [3]                         | Radu Albot [Q]                                | 6–3, 6–4, 6–4                      |
| Trận đấu trên sân Kia Arena                                                           |                                              |                                               |                                    |
| Sự kiện                                                                               | Người thắng trận                             | Người thua cuộc                               | Tỷ số                              |
| Vòng 2 đôi nữ                                                                         | Caroline Dolehide [9] Storm Sanders [9]      | Eri Hozumi Makoto Ninomiya                    | 5–7, 7–6(7–2), 7–6(10–7)           |
| Vòng 3 đơn nam                                                                        | Gaël Monfils [17]                            | Cristian Garín [16]                           | 7–6(7–4), 6–1, 6–3                 |
| Vòng 2 đôi nam                                                                        | Dane Sweeny [WC] Li Tu [WC]                  | Treat Huey [WC] Christopher Rungkat [WC]      | 7–6(8–6), 6–4                      |
| Vòng 2 đôi nam                                                                        | Thanasi Kokkinakis [WC] Nick Kyrgios [WC]    | Nikola Mektić [1] Mate Pavić [1]              | 7–6(10–8), 6–3                     |
| Trận đấu trên sân 1573 Arena                                                          |                                              |                                               |                                    |
| Sự kiện                                                                               | Người thắng trận                             | Người thua cuộc                               | Tỷ số                              |
| Vòng 2 đôi nữ                                                                         | Shuko Aoyama / Ena Shibahara [2]             | Lizette Cabrera / Priscilla Hon [WC]          | 6–3, 6–2                           |
| Vòng 3 đơn nam                                                                        | Miomir Kecmanović                            | Lorenzo Sonego [25]                           | 6–4, 6–7(8–10), 6–2, 7–5           |
| Vòng 2 đôi nam                                                                        | Jason Kubler [WC] Christopher O'Connell [WC] | Nathaniel Lammons [Alt] Jackson Withrow [Alt] | 6–7(1–7), 6–4, 6–2                 |
| Trận đấu được tô màu là trận đấu diễn ra vào ban đêm                                  |                                              |                                               |                                    |
| Các trận đấu bắt đầu vào 11 giờ sáng, các trận đấu ban đêm bắt đầu vào 7 giờ tối AEDT |                                              |                                               |                                    |

### Ngày 6 (22 tháng 1)
- Hạt giống bị loại:
  - Đơn nam:  Andrey Rublev [5],  Roberto Bautista Agut [15],  Dan Evans [24]
  - Đơn nữ:  Anastasia Pavlyuchenkova [10],  Daria Kasatkina [25],  Tamara Zidanšek [29],  Markéta Vondroušová [31]
  - Đôi nam:  Juan Sebastián Cabal /  Robert Farah [4],  Ivan Dodig /  Marcelo Melo [9]
  - Đôi nữ:  Gabriela Dabrowski /  Giuliana Olmos [6],  Marie Bouzková /  Lucie Hradecká [10],  Lyudmyla Kichenok /  Jeļena Ostapenko [11],  Asia Muhammad /  Jessica Pegula [13]
  - Đôi nam nữ:  Nina Stojanović /  Mate Pavić [7]
- Lịch thi đấu

| Trận đấu trên Sân chính                                                               | Trận đấu trên Sân chính                       | Trận đấu trên Sân chính                   | Trận đấu trên Sân chính           |
| Trận đấu trên sân Rod Laver Arena                                                     | Trận đấu trên sân Rod Laver Arena             | Trận đấu trên sân Rod Laver Arena         | Trận đấu trên sân Rod Laver Arena |
| Sự kiện                                                                               | Người thắng trận                              | Người thua cuộc                           | Tỷ số                             |
| ------------------------------------------------------------------------------------- | --------------------------------------------- | ----------------------------------------- | --------------------------------- |
| Vòng 3 đơn nữ                                                                         | Danielle Collins [27]                         | Clara Tauson                              | 4–6, 6–4, 7–5                     |
| Vòng 3 đơn nữ                                                                         | Kaia Kanepi                                   | Maddison Inglis [WC]                      | 2–6, 6–2, 6–0                     |
| Vòng 3 đơn nam                                                                        | Stefanos Tsitsipas [4]                        | Benoît Paire                              | 6–3, 7–5, 6–7(2–7), 6–4           |
| Vòng 3 đơn nam                                                                        | Alex de Minaur [32]                           | Pablo Andújar                             | 6–4, 6–4, 6–2                     |
| Vòng 3 đơn nữ                                                                         | Sorana Cîrstea                                | Anastasia Pavlyuchenkova [10]             | 6–3, 2–6, 6–2                     |
| Trận đấu trên sân Margaret Court Arena                                                |                                               |                                           |                                   |
| Sự kiện                                                                               | Người thắng trận                              | Người thua cuộc                           | Tỷ số                             |
| Vòng 3 đơn nữ                                                                         | Alizé Cornet                                  | Tamara Zidanšek [29]                      | 4–6, 6–4, 6–2                     |
| Vòng 3 đơn nữ                                                                         | Aryna Sabalenka [2]                           | Markéta Vondroušová [31]                  | 4–6, 6–3, 6–1                     |
| Vòng 3 đơn nam                                                                        | Daniil Medvedev [2]                           | Botic van de Zandschulp                   | 6–4, 6–4, 6–2                     |
| Vòng 3 đơn nữ                                                                         | Iga Świątek [7]                               | Daria Kasatkina [25]                      | 6–2, 6–3                          |
| Vòng 3 đơn nam                                                                        | Marin Čilić [27]                              | Andrey Rublev [5]                         | 7–5, 7–6(7–3), 3–6, 6–3           |
| Trận đấu trên sân John Cain Arena                                                     |                                               |                                           |                                   |
| Sự kiện                                                                               | Người thắng trận                              | Người thua cuộc                           | Tỷ số                             |
| Đôi nữ huyền thoại                                                                    | Cara Black Barbara Schett                     | Nicole Bradtke Rennae Stubbs              | 6–4, 6–3                          |
| Vòng 3 đơn nữ                                                                         | Simona Halep [14]                             | Danka Kovinić                             | 6–2, 6–1                          |
| Vòng 2 đôi nữ                                                                         | Barbora Krejčíková [1] Kateřina Siniaková [1] | Monique Adamczak [PR] Han Xinyun [PR]     | 6–3, 6–3                          |
| Vòng 3 đơn nam                                                                        | Félix Auger-Aliassime [9]                     | Dan Evans [24]                            | 6–4, 6–1, 6–1                     |
| Trận đấu trên sân Kia Arena                                                           |                                               |                                           |                                   |
| Sự kiện                                                                               | Người thắng trận                              | Người thua cuộc                           | Tỷ số                             |
| Vòng 2 đôi nam                                                                        | Tim Pütz [6] Michael Venus [6]                | Roberto Carballés Baena Hugo Gaston       | 6–1, 6–4                          |
| Vòng 3 đơn nữ                                                                         | Elise Mertens [19]                            | Zhang Shuai                               | 6–2, 6–2                          |
| Vòng 3 đơn nam                                                                        | Taylor Fritz [20]                             | Roberto Bautista Agut [15]                | 6–0, 3–6, 3–6, 6–4, 6–3           |
| Vòng 3 đơn nam                                                                        | Jannik Sinner [11]                            | Taro Daniel [Q]                           | 6–4, 1–6, 6–3, 6–1                |
| Trận đấu trên sân 1573 Arena                                                          |                                               |                                           |                                   |
| Sự kiện                                                                               | Người thắng trận                              | Người thua cuộc                           | Tỷ số                             |
| Vòng 2 đôi nam                                                                        | Simone Bolelli Fabio Fognini                  | Ivan Dodig [9] Marcelo Melo [9]           | 7–6(7–2), 6–3                     |
| Vòng 2 đôi nam                                                                        | Matthew Ebden Max Purcell                     | Juan Sebastián Cabal [4] Robert Farah [4] | 3–6, 6–3, 7–5                     |
| Vòng 2 đôi nữ                                                                         | Danielle Collins Desirae Krawczyk             | Asia Muhammad [13] Jessica Pegula [13]    | 6–3, 7–6(7–2)                     |
| Vòng 1 đoi nam nữ                                                                     | Zhang Shuai [2] John Peers [2]                | Andreja Klepač Joran Vliegen              | 6–1, 6–4                          |
| Vòng 1 đôi nam nữ                                                                     | Samantha Stosur [WC] Matthew Ebden [WC]       | Asia Muhammad Fabrice Martin              | 6–2, 7–6(7–3)                     |
| Trận đấu được tô màu là trận đấu diễn ra vào ban đêm                                  |                                               |                                           |                                   |
| Các trận đấu bắt đầu vào 11 giờ sáng, các trận đấu ban đêm bắt đầu vào 7 giờ tối AEDT |                                               |                                           |                                   |

### Ngày 7 (23 tháng 1)
- Hạt giống bị loại:
  - Đơn nam:  Alexander Zverev [3],  Pablo Carreño Busta [19]
  - Đơn nữ:  Maria Sakkari [5],  Paula Badosa [8],  Victoria Azarenka [24]
  - Đôi nam:  Jamie Murray /  Bruno Soares [8],  Kevin Krawietz /  Andreas Mies [12],  Ariel Behar /  Gonzalo Escobar [15]
  - Đôi nữ:  Xu Yifan /  Yang Zhaoxuan [14]
- Lịch thi đấu

| Trận đấu trên Sân chính                                                               | Trận đấu trên Sân chính                    | Trận đấu trên Sân chính                      | Trận đấu trên Sân chính           |
| Trận đấu trên sân Rod Laver Arena                                                     | Trận đấu trên sân Rod Laver Arena          | Trận đấu trên sân Rod Laver Arena            | Trận đấu trên sân Rod Laver Arena |
| Sự kiện                                                                               | Người thắng trận                           | Người thua cuộc                              | Tỷ số                             |
| ------------------------------------------------------------------------------------- | ------------------------------------------ | -------------------------------------------- | --------------------------------- |
| Vòng 4 đơn nữ                                                                         | Madison Keys                               | Paula Badosa [8]                             | 6–3, 6–1                          |
| Vòng 4 đơn nữ                                                                         | Barbora Krejčíková [4]                     | Victoria Azarenka [24]                       | 6–2, 6–2                          |
| Vòng 4 đơn nam                                                                        | Rafael Nadal [6]                           | Adrian Mannarino                             | 7–6(16–14), 6–2, 6–2              |
| Vòng 4 đơn nữ                                                                         | Ashleigh Barty [1]                         | Amanda Anisimova                             | 6–4, 6–3                          |
| Vòng 4 đơn nam                                                                        | Matteo Berrettini [7]                      | Pablo Carreño Busta [19]                     | 7–5, 7–6(7–4), 6–4                |
| Trận đấu trên sân Margaret Court Arena                                                |                                            |                                              |                                   |
| Sự kiện                                                                               | Người thắng trận                           | Người thua cuộc                              | Tỷ số                             |
| Vòng 3 đôi nữ                                                                         | Veronika Kudermetova Elise Mertens [3]     | Xu Yifan Yang Zhaoxuan [14]                  | 7–6(7–5), 6–4                     |
| Vòng 4 đơn nữ                                                                         | Jessica Pegula [21]                        | Maria Sakkari [5]                            | 7–6(7–0), 6–3                     |
| Vòng 4 đơn nam                                                                        | Denis Shapovalov [14]                      | Alexander Zverev [3]                         | 6–3, 7–6(7–5), 6–3                |
| Trận đấu trên sân John Cain Arena                                                     |                                            |                                              |                                   |
| Sự kiện                                                                               | Người thắng trận                           | Người thua cuộc                              | Tỷ số                             |
| Đôi nam huyền thoại                                                                   | Mark Philippoussis Pat Rafter              | Wayne Ferreira Sam Groth                     | 6–3, 6–4                          |
| Vòng 3 đôi nam                                                                        | John Peers [5] Filip Polášek [5]           | Kevin Krawietz [12] Andreas Mies [12]        | 6–1, 6–2                          |
| Vòng 3 đôi nam                                                                        | Marcel Granollers [3] Horacio Zeballos [3] | Pablo Andújar Pedro Martínez                 | 7–5, 7–5                          |
| Vòng 3 đôi nam                                                                        | Tim Pütz [6] Michael Venus [6]             | Jason Kubler [WC] Christopher O'Connell [WC] | Bỏ cuộc trước trận đấu            |
| Vòng 4 đơn nam                                                                        | Gaël Monfils [17]                          | Miomir Kecmanović                            | 7–5, 7–6(7–4), 6–3                |
| Trận đấu trên sân Kia Arena                                                           |                                            |                                              |                                   |
| Sự kiện                                                                               | Người thắng trận                           | Người thua cuộc                              | Tỷ số                             |
| Vòng 3 đôi nữ                                                                         | Anna Danilina Beatriz Haddad Maia          | Aliona Bolsova Ulrikke Eikeri                | 3–6, 6–4, 7–6(10–5)               |
| Tứ kết đơn nữ xe lăn                                                                  | Diede de Groot [1]                         | Dana Mathewson                               | 6–2, 6–1                          |
| Vòng 3 đôi nam                                                                        | Thanasi Kokkinakis [WC] Nick Kyrgios [WC]  | Ariel Behar [15] Gonzalo Escobar [15]        | 6–4, 4–6, 6–4                     |
| Tứ kết đơn xe lăn quad                                                                | Dylan Alcott [1]                           | Niels Vink                                   | 6–7(1–7), 6–4, 6–2                |
| Trận đấu trên sân 1573 Arena                                                          |                                            |                                              |                                   |
| Sự kiện                                                                               | Người thắng trận                           | Người thua cuộc                              | Tỷ số                             |
| Vòng 1 đơn nữ trẻ                                                                     | Taylah Preston [WC]                        | Patricija Paukštytė                          | 6–2, 6–1                          |
| Vòng 1 đơn nam trẻ                                                                    | Jaden Weekes                               | Cooper Errey [WC]                            | 7–5, 7–6(7–4)                     |
| Vòng 1 đơn nữ trẻ                                                                     | Meshkatolzahra Safi                        | Anja Nayar [Q]                               | 6–4, 6–3                          |
| Vòng 1 đơn nữ trẻ                                                                     | Amélie Šmejkalová                          | Catherine Aulia [WC]                         | 6–4, 3–6, 6–0                     |
| Vòng 1 đơn nam trẻ                                                                    | Dino Prižmić [14]                          | Alec Braund [WC]                             | 6–1, 6–1                          |
| Vòng 1 đôi nữ trẻ                                                                     | Mia Kupres Ranah Akua Stoiber              | Carolina Kuhl Tijana Sretenović              | 4–6, 6–3, [10–7]                  |
| Trận đấu được tô màu là trận đấu diễn ra vào ban đêm                                  |                                            |                                              |                                   |
| Các trận đấu bắt đầu vào 11 giờ sáng, các trận đấu ban đêm bắt đầu vào 7 giờ tối AEDT |                                            |                                              |                                   |

### Ngày 8 (24 tháng 1)
- Hạt giống bị loại:
  - Đơn nam:  Taylor Fritz [20],  Marin Čilić [27],  Alex de Minaur [32]
  - Đơn nữ:  Aryna Sabalenka [2],  Simona Halep [14],  Elise Mertens [19]
  - Đôi nam:  Raven Klaasen /  Ben McLachlan [13]
  - Đôi nữ:  Alexa Guarachi /  Nicole Melichar-Martinez [5],  Viktória Kužmová /  Vera Zvonareva [16]
  - Đôi nam nữ:  Alexa Guarachi /  Tim Pütz [4]
- Lịch thi đấu

| Trận đấu trên Sân chính                                                               | Trận đấu trên Sân chính                            | Trận đấu trên Sân chính                  | Trận đấu trên Sân chính           |
| Trận đấu trên sân Rod Laver Arena                                                     | Trận đấu trên sân Rod Laver Arena                  | Trận đấu trên sân Rod Laver Arena        | Trận đấu trên sân Rod Laver Arena |
| Sự kiện                                                                               | Người thắng trận                                   | Người thua cuộc                          | Tỷ số                             |
| ------------------------------------------------------------------------------------- | -------------------------------------------------- | ---------------------------------------- | --------------------------------- |
| Vòng 4 đơn nữ                                                                         | Danielle Collins [27]                              | Elise Mertens [19]                       | 4–6, 6–4, 6–4                     |
| Vòng 4 đơn nữ                                                                         | Alizé Cornet                                       | Simona Halep [14]                        | 6–4, 3–6, 6–4                     |
| Vòng 4 đơn nam                                                                        | Jannik Sinner [11]                                 | Alex de Minaur [32]                      | 7–6(7–3), 6–3, 6–4                |
| Vòng 4 đơn nam                                                                        | Stefanos Tsitsipas [4]                             | Taylor Fritz [20]                        | 4–6, 6–4, 4–6, 6–3, 6–4           |
| Trận đấu trên sân Margaret Court Arena                                                |                                                    |                                          |                                   |
| Sự kiện                                                                               | Người thắng trận                                   | Người thua cuộc                          | Tỷ số                             |
| Vòng 3 đôi nữ                                                                         | Caroline Dolehide [9] Storm Sanders [9]            | Marta Kostyuk Dayana Yastremska          | 6–4, 6–4                          |
| Vòng 2 đôi nam nữ                                                                     | Lucie Hradecká Gonzalo Escobar                     | Giuliana Olmos Marcelo Arévalo           | 6–4, 6–4                          |
| Vòng 4 đơn nam                                                                        | Daniil Medvedev [2]                                | Maxime Cressy                            | 6–2, 7–6(7–4), 6–7(4–7), 7–5      |
| Vòng 4 đơn nữ                                                                         | Iga Świątek [7]                                    | Sorana Cîrstea                           | 5–7, 6–3, 6–3                     |
| Vòng 4 đơn nữ                                                                         | Kaia Kanepi                                        | Aryna Sabalenka [2]                      | 5–7, 6–2, 7–6(10–7)               |
| Trận đấu trên sân John Cain Arena                                                     |                                                    |                                          |                                   |
| Sự kiện                                                                               | Người thắng trận                                   | Người thua cuộc                          | Tỷ số                             |
| Vòng 3 đôi nam                                                                        | Wesley Koolhof [10] Neal Skupski [10]              | Marcos Giron Kwon Soon-woo               | 6–3, 6–4                          |
| Vòng 3 đôi nam                                                                        | Rajeev Ram [2] Joe Salisbury [2]                   | Dane Sweeny [WC] Li Tu [WC]              | 6–4, 6–4                          |
| Vòng 4 đơn nam                                                                        | Félix Auger-Aliassime [9]                          | Marin Čilić [27]                         | 2–6, 7–6(9–7), 6–2, 7–6(7–4)      |
| Trận đấu trên sân Kia Arena                                                           |                                                    |                                          |                                   |
| Sự kiện                                                                               | Người thắng trận                                   | Người thua cuộc                          | Tỷ số                             |
| Đôi nữ huyền thoại                                                                    | Cara Black Rennae Stubbs                           | Nicole Bradtke Barbara Schett            | 6–2, 3–6, [10–7]                  |
| Vòng 3 đôi nam                                                                        | Matthew Ebden Max Purcell                          | Raven Klaasen [13] Ben McLachlan [13]    | 7–6(7–3), 6–3                     |
| Vòng 3 đôi nữ                                                                         | Barbora Krejčíková [1] Kateřina Siniaková [1]      | Danielle Collins Desirae Krawczyk        | 6–4, 6–4                          |
| Vòng 2 đôi nam nữ                                                                     | Jaimee Fourlis [WC] Jason Kubler [WC]              | Samantha Stosur [WC] Matthew Ebden [WC]  | 3–6, 7–5, [11–9]                  |
| Trận đấu trên sân 1573 Arena                                                          |                                                    |                                          |                                   |
| Sự kiện                                                                               | Người thắng trận                                   | Người thua cuộc                          | Tỷ số                             |
| Vòng 2 đơn nam trẻ                                                                    | Constantinos Koshis                                | Jeremy Jin [WC]                          | 6–4, 6–2                          |
| Vòng 2 đơn nữ trẻ                                                                     | Charlotte Kempenaers-Pocz                          | Sara Saito [WC]                          | 6–2, 6–3                          |
| Vòng 1 đôi nam trẻ                                                                    | Jeremy Jin [WC] Edward Winter [WC]                 | Gerard Campana Lee [5] Lautaro Midón [5] | 2–6, 6–4, [13–11]                 |
| Vòng 1 đôi nữ trẻ                                                                     | Charlotte Kempenaers-Pocz [WC] Taylah Preston [WC] | Ana Candiotto Li Yu-yun                  | 6–1, 1–6, [10–6]                  |
| Trận đấu được tô màu là trận đấu diễn ra vào ban đêm                                  |                                                    |                                          |                                   |
| Các trận đấu bắt đầu vào 11 giờ sáng, các trận đấu ban đêm bắt đầu vào 7 giờ tối AEDT |                                                    |                                          |                                   |

### Ngày 9 (25 tháng 1)
- Hạt giống bị loại:
  - Đơn nam:  Denis Shapovalov [14],  Gaël Monfils [17]
  - Đơn nữ:  Barbora Krejčíková [4],  Jessica Pegula [21]
  - Đôi nam:  John Peers /  Filip Polášek [5],  Tim Pütz /  Michael Venus [6]
  - Đôi nam nữ:  Ena Shibahara /  Ben McLachlan [8]
- Lịch thi đấu

| Trận đấu trên Sân chính                                                               | Trận đấu trên Sân chính                     | Trận đấu trên Sân chính                          | Trận đấu trên Sân chính           |
| Trận đấu trên sân Rod Laver Arena                                                     | Trận đấu trên sân Rod Laver Arena           | Trận đấu trên sân Rod Laver Arena                | Trận đấu trên sân Rod Laver Arena |
| Sự kiện                                                                               | Người thắng trận                            | Người thua cuộc                                  | Tỷ số                             |
| ------------------------------------------------------------------------------------- | ------------------------------------------- | ------------------------------------------------ | --------------------------------- |
| Đôi nam huyền thoại                                                                   | Sam Groth Pat Rafter                        | Wayne Ferreira Mark Philippoussis                | 6–4, 2–6, [10–7]                  |
| Tứ kết đơn nữ                                                                         | Madison Keys                                | Barbora Krejčíková [4]                           | 6–3, 6–2                          |
| Tứ kết đơn nam                                                                        | Rafael Nadal [6]                            | Denis Shapovalov [14]                            | 6–3, 6–4, 4–6, 3–6, 6–3           |
| Tứ kết đơn nữ                                                                         | Ashleigh Barty [1]                          | Jessica Pegula [21]                              | 6–2, 6–0                          |
| Tứ kết đơn nam                                                                        | Matteo Berrettini [7]                       | Gaël Monfils [17]                                | 6–4, 6–4, 3–6, 3–6, 6–2           |
| Trận đấu trên sân Margaret Court Arena                                                |                                             |                                                  |                                   |
| Sự kiện                                                                               | Người thắng trận                            | Người thua cuộc                                  | Tỷ số                             |
| Tứ kết đôi nữ                                                                         | Shuko Aoyama [2] Ena Shibahara [2]          | Petra Martić Shelby Rogers                       | 6–1, 6–4                          |
| Tứ kết đôi nam                                                                        | Marcel Granollers [3] Horacio Zeballos [3]  | John Peers [5] Filip Polášek [5]                 | 7–6(7–5), 6–4                     |
| Tứ kết đôi nam nữ                                                                     | Jaimee Fourlis [WC] Jason Kubler [WC]       | Sania Mirza Rajeev Ram                           | 6–4, 7–6(7–5)                     |
| Tứ kết đôi nam nữ                                                                     | Lucie Hradecká Gonzalo Escobar              | Makoto Ninomiya [Alt] Aisam-ul-Haq Qureshi [Alt] | 7–5, 7–5                          |
| Trận đấu trên sân Kia Arena                                                           |                                             |                                                  |                                   |
| Sự kiện                                                                               | Người thắng trận                            | Người thua cuộc                                  | Tỷ số                             |
| Bán kết đơn xe lăn quad                                                               | Dylan Alcott [1]                            | Andy Lapthorne                                   | 6–3, 6–0                          |
| Tứ kết đôi nữ                                                                         | Anna Danilina Beatriz Haddad Maia           | Rebecca Peterson Anastasia Potapova              | 4–6, 7–5, 6–3                     |
| Tứ kết đôi nam                                                                        | Thanasi Kokkinakis [WC] Nick Kyrgios [WC]   | Tim Pütz [6] Michael Venus [6]                   | 7–5, 3–6, 6–3                     |
| Tứ kết đôi nam nữ                                                                     | Zhang Shuai [2] John Peers [2]              | Ena Shibahara [8] Ben McLachlan [8]              | 6–4, 6–4                          |
| Tứ kết đôi nam nữ                                                                     | Kristina Mladenovic [5] Ivan Dodig [5]      | Erin Routliffe Michael Venus                     | 6–4, 6–2                          |
| Trận đấu trên sân 1573 Arena                                                          |                                             |                                                  |                                   |
| Sự kiện                                                                               | Người thắng trận                            | Người thua cuộc                                  | Tỷ số                             |
| Vòng 2 đơn nam trẻ                                                                    | Bruno Kuzuhara [1]                          | Edward Winter [WC]                               | 7–5, 6–1                          |
| Vòng 2 đơn nữ trẻ                                                                     | Sofia Costoulas [8]                         | Meshkatolzahra Safi                              | 6–0, 6–2                          |
| Vòng 2 đôi nữ trẻ                                                                     | Ekaterina Khayrutdinova Aruzhan Sagandikova | Michaela Laki Dimitra Pavlou                     | 6–3, 6–3                          |
| Vòng 2 đôi nam trẻ                                                                    | Niccolò Ciavarelli Daniele Minighini        | Jeremy Jin [WC] Edward Winter [WC]               | 6–4, 6–2                          |
| Trận đấu được tô màu là trận đấu diễn ra vào ban đêm                                  |                                             |                                                  |                                   |
| Các trận đấu bắt đầu vào 11 giờ sáng, các trận đấu ban đêm bắt đầu vào 7 giờ tối AEDT |                                             |                                                  |                                   |

### Ngày 10 (26 tháng 1)
- Hạt giống bị loại:
  - Đơn nam:  Félix Auger-Aliassime [9],  Jannik Sinner [11]
  - Đôi nam:  Wesley Koolhof /  Neal Skupski [10]
  - Đôi nữ:  Caroline Dolehide /  Storm Sanders [9]
  - Đôi nam nữ:  Zhang Shuai /  John Peers [2]
- Lịch thi đấu

| Trận đấu trên Sân chính                                                                  | Trận đấu trên Sân chính                       | Trận đấu trên Sân chính                        | Trận đấu trên Sân chính           |
| Trận đấu trên sân Rod Laver Arena                                                        | Trận đấu trên sân Rod Laver Arena             | Trận đấu trên sân Rod Laver Arena              | Trận đấu trên sân Rod Laver Arena |
| Sự kiện                                                                                  | Người thắng trận                              | Người thua cuộc                                | Tỷ số                             |
| ---------------------------------------------------------------------------------------- | --------------------------------------------- | ---------------------------------------------- | --------------------------------- |
| Tứ kết đơn nữ                                                                            | Danielle Collins [27]                         | Alizé Cornet                                   | 7–5, 6–1                          |
| Tứ kết đơn nữ                                                                            | Iga Świątek [7]                               | Kaia Kanepi                                    | 4–6, 7–6(7–2), 6–3                |
| Tứ kết đơn nam                                                                           | Stefanos Tsitsipas [4]                        | Jannik Sinner [11]                             | 6–3, 6–4, 6–2                     |
| Tứ kết đơn nam                                                                           | Daniil Medvedev [2]                           | Félix Auger-Aliassime [9]                      | 6–7(4–7), 3–6, 7–6(7–2), 7–5, 6–4 |
| Bán kết đôi nam nữ                                                                       | Jaimee Fourlis [WC] Jason Kubler [WC]         | Lucie Hradecká Gonzalo Escobar                 | 2–6, 7–6(7–2), [10–6]             |
| Trận đấu trên sân Margaret Court Arena                                                   |                                               |                                                |                                   |
| Sự kiện                                                                                  | Người thắng trận                              | Người thua cuộc                                | Tỷ số                             |
| Tứ kết đôi nữ                                                                            | Veronika Kudermetova [3] Elise Mertens [3]    | Kirsten Flipkens [PR] Sara Sorribes Tormo [PR] | 6–3, 6–4                          |
| Tứ kết đôi nam                                                                           | Rajeev Ram [2] Joe Salisbury [2]              | Simone Bolelli Fabio Fognini                   | 6–3, 6–2                          |
| Bán kết đôi nam nữ                                                                       | Kristina Mladenovic [5] Ivan Dodig [5]        | Zhang Shuai [2] John Peers [2]                 | 1–6, 7–5, [10–2]                  |
| Trận đấu trên sân Kia Arena                                                              |                                               |                                                |                                   |
| Sự kiện                                                                                  | Người thắng trận                              | Người thua cuộc                                | Tỷ số                             |
| Đôi nam nữ huyền thoại                                                                   | Wayne Ferreira Barbara Schett                 | Nicole Bradtke Sam Groth                       | 6–3, 6–2                          |
| Tứ kết đôi nam                                                                           | Matthew Ebden Max Purcell                     | Wesley Koolhof [10] Neal Skupski [10]          | 3–6, 6–4, 7–6(10–6)               |
| Tứ kết đôi nữ                                                                            | Barbora Krejčíková [1] Kateřina Siniaková [1] | Caroline Dolehide [9] Storm Sanders [9]        | 6–2, 7–6(7–3)                     |
| Trận đấu được tô màu là trận đấu diễn ra vào ban đêm                                     |                                               |                                                |                                   |
| Các trận đấu bắt đầu vào 11 giờ sáng, các trận đấu ban đêm bắt đầu vào 7:30 giờ tối AEDT |                                               |                                                |                                   |

### Ngày 11 (27 tháng 1)
- Hạt giống bị loại:
  - Đơn nữ:  Iga Świątek [7]
  - Đôi nam:  Rajeev Ram /  Joe Salisbury [2],  Marcel Granollers /  Horacio Zeballos [3]
  - Đôi nữ:  Shuko Aoyama /  Ena Shibahara [2],  Veronika Kudermetova /  Elise Mertens [3]
- Lịch thi đấu

| Trận đấu trên Sân chính                                                                  | Trận đấu trên Sân chính                       | Trận đấu trên Sân chính                    | Trận đấu trên Sân chính           |
| Trận đấu trên sân Rod Laver Arena                                                        | Trận đấu trên sân Rod Laver Arena             | Trận đấu trên sân Rod Laver Arena          | Trận đấu trên sân Rod Laver Arena |
| Sự kiện                                                                                  | Người thắng trận                              | Người thua cuộc                            | Tỷ số                             |
| ---------------------------------------------------------------------------------------- | --------------------------------------------- | ------------------------------------------ | --------------------------------- |
| Bán kết đôi nữ                                                                           | Anna Danilina Beatriz Haddad Maia             | Shuko Aoyama [2] Ena Shibahara [2]         | 6–4, 5–7, 6–4                     |
| Bán kết đôi nam                                                                          | Thanasi Kokkinakis [WC] Nick Kyrgios [WC]     | Marcel Granollers [3] Horacio Zeballos [3] | 7–6(7-4), 6–4                     |
| Chung kết đơn xe lăn quad                                                                | Sam Schröder [2]                              | Dylan Alcott [1]                           | 7–5, 6–0                          |
| Bán kết đơn nữ                                                                           | Ashleigh Barty [1]                            | Madison Keys                               | 6–1, 6–3                          |
| Bán kết đơn nữ                                                                           | Danielle Collins [27]                         | Iga Świątek [7]                            | 6–4, 6–1                          |
| Trận đấu trên sân Margaret Court Arena                                                   |                                               |                                            |                                   |
| Sự kiện                                                                                  | Người thắng trận                              | Người thua cuộc                            | Tỷ số                             |
| Đôi nam nữ huyền thoại                                                                   | Cara Black Pat Rafter                         | Mark Philippoussis Rennae Stubbs           | 7–6(7–5), 3–6, [10–8]             |
| Bán kết đôi nữ                                                                           | Barbora Krejčíková [1] Kateřina Siniaková [1] | Veronika Kudermetova [3] Elise Mertens [3] | 6–2, 6–3                          |
| Bán kết đôi nam                                                                          | Matthew Ebden Max Purcell                     | Rajeev Ram [2] Joe Salisbury [2]           | 6–3, 7–6(11–9)                    |
| Trận đấu được tô màu là trận đấu diễn ra vào ban đêm                                     |                                               |                                            |                                   |
| Các trận đấu bắt đầu vào 11 giờ sáng, các trận đấu ban đêm bắt đầu vào 7:30 giờ tối AEDT |                                               |                                            |                                   |

### Ngày 12 (28 tháng 1)
- Hạt giống bị loại:
  - Đơn nam:  Stefanos Tsitsipas [4],  Matteo Berrettini [7]
- Lịch thi đấu

| Trận đấu trên Sân chính | Trận đấu trên Sân chính                 | Trận đấu trên Sân chính               | Trận đấu trên Sân chính           |
| Trận đấu trên sân Rod Laver Arena                                                                                           | Trận đấu trên sân Rod Laver Arena       | Trận đấu trên sân Rod Laver Arena     | Trận đấu trên sân Rod Laver Arena |
| Sự kiện | Người thắng trận                        | Người thua cuộc                       | Tỷ số                             |
| --- | --------------------------------------- | ------------------------------------- | --------------------------------- |
| Chung kết đôi nam nữ | Kristina Mladenovic [5] Ivan Dodig [5]  | Jaimee Fourlis [WC] Jason Kubler [WC] | 6–3, 6–4                          |
| Bán kết đơn nam | Rafael Nadal [6]                        | Matteo Berrettini [7]                 | 6–3, 6–2, 3–6, 6–3                |
| Bán kết đơn nam | Daniil Medvedev [2]                     | Stefanos Tsitsipas [4]                | 7–6(7–5), 4–6, 6–4, 6–1           |
| Trận đấu trên sân Margaret Court Arena                                                                                      |                                         |                                       |                                   |
| Sự kiện | Người thắng trận                        | Người thua cuộc                       | Tỷ số                             |
| Bán kết đơn nam trẻ | Bruno Kuzuhara [1]                      | Adolfo Daniel Vallejo [3]             | 7–6(7–2), 6–3                     |
| Bán kết đơn nữ trẻ | Sofia Costoulas [8]                     | Charlotte Kempenaers-Pocz             | 6–4, 6–1                          |
| Bán kết đơn nữ trẻ | Petra Marčinko [1]                      | Liv Hovde [13]                        | 6–4, 4–6, 6–4                     |
| Chung kết đôi nữ trẻ | Clervie Ngounoue [1] Diana Shnaider [1] | Kayla Cross Victoria Mboko            | 6–4, 6–3                          |
| Chung kết đôi nam trẻ | Bruno Kuzuhara [2] Coleman Wong [2]     | Alex Michelsen Adolfo Daniel Vallejo  | 6–3, 7–6(7–3)                     |
| Trận đấu được tô màu là trận đấu diễn ra vào ban đêm                                                                        |                                         |                                       |                                   |
| Các trận đấu bắt đầu vào 11:00 giờ sáng (trưa trên sân Rod Laver Arena), các trận đấu ban đêm bắt đầu vào 7:30 giờ tối AEDT |                                         |                                       |                                   |

### Ngày 13 (29 tháng 1)
- Hạt giống bị loại:
  - Đơn nữ:  Danielle Collins [27]
- Lịch thi đấu

| Trận đấu trên Sân chính                                                                | Trận đấu trên Sân chính                   | Trận đấu trên Sân chính           | Trận đấu trên Sân chính           |
| Trận đấu trên sân Rod Laver Arena                                                      | Trận đấu trên sân Rod Laver Arena         | Trận đấu trên sân Rod Laver Arena | Trận đấu trên sân Rod Laver Arena |
| Sự kiện                                                                                | Người thắng trận                          | Người thua cuộc                   | Tỷ số                             |
| -------------------------------------------------------------------------------------- | ----------------------------------------- | --------------------------------- | --------------------------------- |
| Chung kết đơn nữ trẻ                                                                   | Petra Marčinko [1]                        | Sofia Costoulas [8]               | 7–5, 6–1                          |
| Chung kết đơn nam trẻ                                                                  | Bruno Kuzuhara [1]                        | Jakub Menšík [4]                  | 7–6(7–5), 6–7(6–8), 7–5           |
| Chung kết đơn nữ                                                                       | Ashleigh Barty [1]                        | Danielle Collins [27]             | 6–3, 7–6(7–2)                     |
| Chung kết đôi nam                                                                      | Thanasi Kokkinakis [WC] Nick Kyrgios [WC] | Matthew Ebden Max Purcell         | 7–5, 6–4                          |
| Trận đấu được tô màu là trận đấu diễn ra vào ban đêm                                   |                                           |                                   |                                   |
| Các trận đấu bắt đầu vào buổi trưa, các trận đấu ban đêm bắt đầu vào 7:30 giờ tối AEDT |                                           |                                   |                                   |

### Ngày 14 (30 tháng 1)
- Hạt giống bị loại:
  - Đơn nam:  Daniil Medvedev [2]
- Lịch thi đấu

| Trận đấu trên Sân chính                                                                     | Trận đấu trên Sân chính                       | Trận đấu trên Sân chính           | Trận đấu trên Sân chính           |
| Trận đấu trên sân Rod Laver Arena                                                           | Trận đấu trên sân Rod Laver Arena             | Trận đấu trên sân Rod Laver Arena | Trận đấu trên sân Rod Laver Arena |
| Sự kiện                                                                                     | Người thắng trận                              | Người thua cuộc                   | Tỷ số                             |
| ------------------------------------------------------------------------------------------- | --------------------------------------------- | --------------------------------- | --------------------------------- |
| Chung kết đôi nữ                                                                            | Barbora Krejčíková [1] Kateřina Siniaková [1] | Anna Danilina Beatriz Haddad Maia | 6–7(3–7), 6–4, 6–4                |
| Chung kết đơn nam                                                                           | Rafael Nadal [6]                              | Daniil Medvedev [2]               | 2–6, 6–7(5–7), 6–4, 6–4, 7–5      |
| Trận đấu được tô màu là trận đấu diễn ra vào ban đêm                                        |                                               |                                   |                                   |
| Các trận đấu bắt đầu vào 3:00 giờ chiều, các trận đấu ban đêm bắt đầu vào 7:30 giờ tối AEDT |                                               |                                   |                                   |

## Hạt giống đơn
Dưới đây là những tay vợt được xếp loại hạt giống. Hạt giống dựa trên bảng xếp hạng ATP và WTA vào ngày 10 tháng 1 năm 2022. Xếp hạng và điểm trước vào ngày 17 tháng 1 năm 2022.

### Đơn nam
| Hạt giống | Xếp hạng | Tay vợt               | Điểm trước | Điểm 2020 (hoặc điểm tốt nhất của lần 19) | Điểm thắng | Điểm sau | Thực trạng                                   |
| --------- | -------- | --------------------- | ---------- | ----------------------------------------- | ---------- | -------- | -------------------------------------------- |
| 1         | 1        | Novak Djokovic        | 11,015     | 2,000+0                                   | 0+2,000    | 11,015†  | Rút lui do thị thực bị hủy và trục xuất      |
| 2         | 2        | Daniil Medvedev       | 8,935      | (10)                                      | 1,200      | 10,125   | Chung kết thua trước Rafael Nadal [6]        |
| 3         | 3        | Alexander Zverev      | 7,970      | 720+10                                    | 180+360    | 7,780†   | Vòng 4 thua trước Denis Shapovalov [14]      |
| 4         | 4        | Stefanos Tsitsipas    | 6,540      | (90)                                      | 720        | 7,170    | Bán kết thua trước Daniil Medvedev [2]       |
| 5         | 6        | Andrey Rublev         | 4,785      | (45)                                      | 90         | 4,830    | Vòng 3 thua trước Marin Čilić [27]           |
| 6         | 5        | Rafael Nadal          | 4,875      | (0)                                       | 2,000      | 6,875    | Vô địch, đánh bại Daniil Medvedev [2]        |
| 7         | 7        | Matteo Berrettini     | 4,568      | (10)                                      | 720        | 5,278    | Bán kết thua trước Rafael Nadal [6]          |
| 8         | 8        | Casper Ruud           | 4,155      | (90)                                      | 0          | 4,065    | Rút lui do chấn thương cổ chân               |
| 9         | 9        | Félix Auger-Aliassime | 3,608      | (45)                                      | 360        | 3,923    | Tứ kết thua trước Daniil Medvedev [2]        |
| 10        | 11       | Hubert Hurkacz        | 3,336      | 45                                        | 45         | 3,336    | Vòng 2 thua trước Adrian Mannarino           |
| 11        | 10       | Jannik Sinner         | 3,390      | 45                                        | 360        | 3,705    | Tứ kết thua trước Stefanos Tsitsipas [4]     |
| 12        | 12       | Cameron Norrie        | 2,900      | (45)                                      | 10         | 2,865    | Vòng 1 thua trước Sebastian Korda            |
| 13        | 13       | Diego Schwartzman     | 2,730      | 180+45                                    | 45+90      | 2,640†   | Vòng 2 thua trước Christopher O'Connell [WC] |
| 14        | 14       | Denis Shapovalov      | 2,593      | (23)                                      | 360        | 2,930    | Tứ kết thua trước Rafael Nadal [6]           |
| 15        | 18       | Roberto Bautista Agut | 2,385      | 90                                        | 90         | 2,385    | Vòng 3 thua trước Taylor Fritz [20]          |
| 16        | 19       | Cristian Garín        | 2,375      | 45                                        | 90         | 2,420    | Vòng 3 thua trước Gaël Monfils [17]          |
| 17        | 20       | Gaël Monfils          | 2,373      | 180                                       | 360        | 2,553    | Tứ kết thua trước Matteo Berrettini [7]      |
| 18        | 15       | Aslan Karatsev        | 2,553      | (10)                                      | 90         | 2,633    | Vòng 3 thua trước Adrian Mannarino           |
| 19        | 21       | Pablo Carreño Busta   | 2,305      | 90+10                                     | 180+90     | 2,475†   | Vòng 4 thua trước Matteo Berrettini [7]      |
| 20        | 22       | Taylor Fritz          | 2,175      | 90+45                                     | 180+90     | 2,310†   | Vòng 4 thua trước Stefanos Tsitsipas [4]     |
| 21        | 23       | Nikoloz Basilashvili  | 2,051      | 45                                        | 10         | 2,016    | Vòng 1 thua trước Andy Murray [WC]           |
| 22        | 25       | John Isner            | 1,881      | 90                                        | 10         | 1,801    | Vòng 1 thua trước Maxime Cressy              |
| 23        | 29       | Reilly Opelka         | 1,776      | (0)                                       | 90         | 1,866    | Vòng 3 thua trước Denis Shapovalov [14]      |
| 24        | 24       | Dan Evans             | 1,957      | 45                                        | 90         | 2,002    | Vòng 3 thua trước Félix Auger-Aliassime [9]  |
| 25        | 26       | Lorenzo Sonego        | 1,860      | (13)                                      | 90         | 1,937    | Vòng 3 thua trước Miomir Kecmanović          |
| 26        | 28       | Grigor Dimitrov       | 1,821      | 90+10                                     | 45+90      | 1,856†   | Vòng 2 thua trước Benoît Paire               |
| 27        | 27       | Marin Čilić           | 1,840      | 180                                       | 180        | 1,840    | Vòng 4 thua trước Félix Auger-Aliassime [9]  |
| 28        | 30       | Karen Khachanov       | 1,748      | 90+23                                     | 90+90      | 1,815†   | Vòng 3 thua trước Rafael Nadal [6]           |
| 29        | 40       | Ugo Humbert           | 1,318      | (10)                                      | 10         | 1,318    | Vòng 1 thua trước Richard Gasquet            |
| 30        | 33       | Lloyd Harris          | 1,473      | (6)                                       | 10         | 1,477    | Vòng 1 thua trước Aleksandar Vukic [WC]      |
| 31        | 31       | Carlos Alcaraz        | 1,609      | (10)§                                     | 90         | 1,689    | Vòng 3 thua trước Matteo Berrettini [7]      |
| 32        | 42       | Alex de Minaur        | 1,316      | (10)                                      | 180        | 1,486    | Vòng 4 thua trước Jannik Sinner [11]         |

† Điểm 2020 của tay vợt được thay thế bằng điểm 2022, và điểm tốt nhất của lần 19 được thay thế bằng điểm 2021. Điểm 2021 sẽ bị giảm ba tuần sau khi giải đấu năm 2022 kết thúc.

§ Tay vợt có điểm bảo vệ từ một giải ITF 2020.

#### Tay vợt rút lui khỏi giải đấu
Dưới đây là những tay vợt được xếp loại hạt giống, nhưng rút lui trước khi giải đấu bắt đầu.
| Xếp hạng | Tay vợt       | Điểm trước | Điểm 2020 | Điểm 2021 | Điểm sau | Lý do rút lui           |
| -------- | ------------- | ---------- | --------- | --------- | -------- | ----------------------- |
| 16       | Dominic Thiem | 2,410      | 1,200     | 180       | 1,390†   | Chấn thương cổ tay      |
| 17       | Roger Federer | 2,385      | 720       | 0         | 1,665    | Phẫu thuật đầu gối phải |

† Điểm 2020 của tay vợt được thay thế bằng điểm 2021, lần lượt bị giảm ba tuần sau khi giải đấu năm 2022 kết thúc.

### Đơn nữ
| Hạt giống | Xếp hạng | Tay vợt                  | Điểm trước | Điểm bảo vệ 2020 hoặc 2021 | Điểm thắng | Điểm sau | Thực trạng                               |
| --------- | -------- | ------------------------ | ---------- | -------------------------- | ---------- | -------- | ---------------------------------------- |
| 1         | 1        | Ashleigh Barty           | 7,111      | 780                        | 2,000      | 8,331    | Vô địch, đánh bại Danielle Collins [27]  |
| 2         | 2        | Aryna Sabalenka          | 5,698      | 240                        | 240        | 5,698    | Vòng 4 thua trước Kaia Kanepi            |
| 3         | 3        | Garbiñe Muguruza         | 5,425      | 1,300                      | 70         | 4,195    | Vòng 2 thua trước Alizé Cornet           |
| 4         | 4        | Barbora Krejčíková       | 5,213      | 110                        | 430        | 5,533    | Tứ kết thua trước Madison Keys           |
| 5         | 8        | Maria Sakkari            | 4,071      | 240                        | 240        | 4,071    | Vòng 4 thua trước Jessica Pegula [21]    |
| 6         | 7        | Anett Kontaveit          | 4,231      | 430                        | 70         | 3,871    | Vòng 2 thua trước Clara Tauson           |
| 7         | 9        | Iga Świątek              | 3,916      | 240                        | 780        | 4,456    | Bán kết thua trước Danielle Collins [27] |
| 8         | 6        | Paula Badosa             | 4,264      | 70+29                      | 240+24     | 4,429    | Vòng 4 thua trước Madison Keys           |
| 9         | 10       | Ons Jabeur               | 3,500      | 430                        | 0          | 3,070    | Rút lui do chấn thương lưng              |
| 10        | 11       | Anastasia Pavlyuchenkova | 2,968      | 430                        | 130        | 2,668    | Vòng 3 thua trước Sorana Cîrstea         |
| 11        | 13       | Sofia Kenin              | 2,762      | 2,000                      | 10         | 772      | Vòng 1 thua trước Madison Keys           |
| 12        | 12       | Elena Rybakina           | 2,765      | 130                        | 70         | 2,705    | Vòng 2 bỏ cuộc trước Zhang Shuai         |
| 13        | 14       | Naomi Osaka              | 2,696      | 2,000                      | 130        | 826      | Vòng 3 thua trước Amanda Anisimova       |
| 14        | 15       | Simona Halep             | 2,657      | 780                        | 240        | 2,117    | Vòng 4 thua trước Alizé Cornet           |
| 15        | 17       | Elina Svitolina          | 2,641      | 240                        | 130        | 2,531    | Vòng 3 thua trước Victoria Azarenka [24] |
| 16        | 20       | Angelique Kerber         | 2,517      | 240                        | 10         | 2,287    | Vòng 1 thua trước Kaia Kanepi            |
| 17        | 18       | Emma Raducanu            | 2,595      | (1)†                       | 70         | 2,664    | Vòng 2 thua trước Danka Kovinić          |
| 18        | 16       | Coco Gauff               | 2,655      | 240                        | 10         | 2,425    | Vòng 1 thua trước Wang Qiang             |
| 19        | 26       | Elise Mertens            | 2,091      | 240                        | 240        | 2,091    | Vòng 4 thua trước Danielle Collins [27]  |
| 20        | 19       | Petra Kvitová            | 2,530      | 430                        | 10         | 2,110    | Vòng 1 thua trước Sorana Cîrstea         |
| 21        | 21       | Jessica Pegula           | 2,474      | 430                        | 430        | 2,474    | Tứ kết thua trước Ashleigh Barty [1]     |
| 22        | 22       | Belinda Bencic           | 2,415      | 130                        | 70         | 2,355    | Vòng 2 thua trước Amanda Anisimova       |
| 23        | 24       | Leylah Fernandez         | 2,279      | 40                         | 10         | 2,249    | Vòng 1 thua trước Maddison Inglis [WC]   |
| 24        | 25       | Victoria Azarenka        | 2,166      | 10                         | 240        | 2,396    | Vòng 4 thua trước Barbora Krejčíková [4] |
| 25        | 23       | Daria Kasatkina          | 2,360      | 70                         | 130        | 2,420    | Vòng 3 thua trước Iga Świątek [7]        |
| 26        | 27       | Jeļena Ostapenko         | 2,035      | 70                         | 130        | 2,095    | Vòng 3 thua trước Barbora Krejčíková [4] |
| 27        | 30       | Danielle Collins         | 1,911      | 70                         | 1,300      | 3,141    | Chung kết thua trước Ashleigh Barty      |
| 28        | 32       | Veronika Kudermetova     | 1,695      | 130                        | 130        | 1,695    | Vòng 3 thua trước Maria Sakkari [5]      |
| 29        | 29       | Tamara Zidanšek          | 1,931      | 70                         | 130        | 1,991    | Vòng 3 thua trước Alizé Cornet           |
| 30        | 33       | Camila Giorgi            | 1,692      | 130                        | 130        | 1,692    | Vòng 3 thua trước Ashleigh Barty [1]     |
| 31        | 41       | Markéta Vondroušová      | 1,447      | 240                        | 130        | 1,337    | Vòng 3 thua trước Aryna Sabalenka [2]    |
| 32        | 35       | Sara Sorribes Tormo      | 1,588      | 70                         | 70         | 1,588    | Vòng 2 thua trước Marta Kostyuk          |

† Tay vợt không vượt qua vòng loại ở giải đấu năm 2020 hoặc năm 2021. Thay vào đó, điểm tốt nhất của lần 16 sẽ được thay thế vào.

#### Tay vợt rút lui khỏi giải đấu
Dưới đây là những tay vợt được xếp loại hạt giống, nhưng rút lui trước khi giải đấu bắt đầu.
| Xếp hạng | Tay vợt           | Điểm trước | Điểm bảo vệ 2020 hoặc 2021 | Điểm sau | Lý do rút lui         |
| -------- | ----------------- | ---------- | -------------------------- | -------- | --------------------- |
| 5        | Karolína Plíšková | 4,582      | 130                        | 4,452    | Chấn thương tay phải  |
| 28       | Jennifer Brady    | 1,953      | 1,300                      | 653      | Chấn thương chân trái |
| 31       | Karolína Muchová  | 1,734      | 780                        | 954      | Chấn thương bụng      |

## Hạt giống đôi
| Hạt giống | Xếp hạng | Đội                  | Đội               |
| --------- | -------- | -------------------- | ----------------- |
| 1         | 3        | Nikola Mektić        | Mate Pavić        |
| 2         | 7        | Rajeev Ram           | Joe Salisbury     |
| 3         | 13       | Marcel Granollers    | Horacio Zeballos  |
| 4         | 20       | Juan Sebastián Cabal | Robert Farah      |
| 5         | 22       | John Peers           | Filip Polášek     |
| 6         | 33       | Tim Pütz             | Michael Venus     |
| 7         | 33       | Nicolas Mahut        | Fabrice Martin    |
| 8         | 35       | Jamie Murray         | Bruno Soares      |
| 9         | 36       | Ivan Dodig           | Marcelo Melo      |
| 10        | 41       | Wesley Koolhof       | Neal Skupski      |
| 11        | 58       | Sander Gillé         | Joran Vliegen     |
| 12        | 64       | Kevin Krawietz       | Andreas Mies      |
| 13        | 66       | Raven Klaasen        | Ben McLachlan     |
| 14        | 69       | Marcelo Arévalo      | Jean-Julien Rojer |
| 15        | 80       | Ariel Behar          | Gonzalo Escobar   |
| 16        | 81       | Andrey Golubev       | Franko Škugor     |

| Hạt giống | Xếp hạng | Đội                    | Đội                      |
| --------- | -------- | ---------------------- | ------------------------ |
| 1         | 3        | Barbora Krejčíková     | Kateřina Siniaková       |
| 2         | 12       | Shuko Aoyama           | Ena Shibahara            |
| 3         | 17       | Veronika Kudermetova   | Elise Mertens            |
| 4         | 23       | Samantha Stosur        | Zhang Shuai              |
| 5         | 24       | Alexa Guarachi         | Nicole Melichar-Martinez |
| 6         | 25       | Gabriela Dabrowski     | Giuliana Olmos           |
| 7         | 27       | Darija Jurak Schreiber | Andreja Klepač           |
| 8         | 43       | Coco Gauff             | Caty McNally             |
| 9         | 53       | Caroline Dolehide      | Storm Sanders            |
| 10        | 60       | Marie Bouzková         | Lucie Hradecká           |
| 11        | 60       | Lyudmyla Kichenok      | Jeļena Ostapenko         |
| 12        | 91       | Nadiia Kichenok        | Sania Mirza              |
| 13        | 91       | Asia Muhammad          | Jessica Pegula           |
| 14        | 94       | Xu Yifan               | Yang Zhaoxuan            |
| 15        | 97       | Irina-Camelia Begu     | Nina Stojanović          |
| 16        | 116      | Viktória Kužmová       | Vera Zvonareva           |

### Đôi nam nữ
| Hạt giống | Xếp hạng | Đội                      | Đội           |
| --------- | -------- | ------------------------ | ------------- |
| 1         | 19       | Desirae Krawczyk         | Joe Salisbury |
| 2         | 20       | Zhang Shuai              | John Peers    |
| 3         | 24       | Nicole Melichar-Martinez | Robert Farah  |
| 4         | 30       | Alexa Guarachi           | Tim Pütz      |
| 5         | 38       | Kristina Mladenovic      | Ivan Dodig    |
| 6         | 39       | Caty McNally             | Jamie Murray  |
| 7         | 40       | Nina Stojanović          | Mate Pavić    |
| 8         | 55       | Ena Shibahara            | Ben McLachlan |

- Bảng xếp hạng vào ngày 10 tháng 1 năm 2022.

## Nhà vô địch

### Đơn nam
- Rafael Nadal đánh bại  Daniil Medvedev, 2–6, 6–7(5–7), 6–4, 6–4, 7–5

### Đơn nữ
- Ashleigh Barty đánh bại  Danielle Collins, 6–3, 7–6(7–2)

### Đôi nam
- Thanasi Kokkinakis /  Nick Kyrgios đánh bại  Matthew Ebden /  Max Purcell, 7–5, 6–4

### Đôi nữ
- Barbora Krejčíková /  Kateřina Siniaková đánh bại  Anna Danilina /  Beatriz Haddad Maia, 6–7(3–7), 6–4, 6–4

### Đôi nam nữ
- Kristina Mladenovic /  Ivan Dodig đánh bại  Jaimee Fourlis /  Jason Kubler, 6–3, 6–4

### Đơn nam xe lăn
- Shingo Kunieda đánh bại  Alfie Hewett, 7–5, 3–6, 6–2

### Đơn nữ xe lăn
- Diede de Groot đánh bại  Aniek van Koot, 6–1, 6–1

### Đơn xe lăn quad
- Sam Schröder đánh bại  Dylan Alcott, 7–5, 6–0

### Đôi nam xe lăn
- Alfie Hewett /  Gordon Reid đánh bại  Gustavo Fernández /  Shingo Kunieda, 6–2, 4–6, [10–7]

### Đôi nữ xe lăn
- Diede de Groot /  Aniek van Koot đánh bại  Yui Kamiji /  Lucy Shuker, 7–5, 3–6, [10–2]

### Đôi xe lăn quad
- Andy Lapthorne /  David Wagner đánh bại  Sam Schröder /  Niels Vink, 2–6, 6–4, [10–7]

### Đơn nam trẻ
- Bruno Kuzuhara đánh bại  Jakub Menšík, 7–6(7–4), 6–7(6–8), 7–5

### Đơn nữ trẻ
- Petra Marčinko đánh bại  Sofia Costoulas, 7–5, 6–1

### Đôi nam trẻ
- Bruno Kuzuhara /  Coleman Wong đánh bại  Alex Michelsen /  Adolfo Daniel Vallejo, 6–3, 7–6(7–3)

### Đôi nữ trẻ
- Clervie Ngounoue /  Diana Shnaider đánh bại  Kayla Cross /  Victoria Mboko, 6–4, 6–3

## Điểm và tiền thưởng

### Phân phối điểm
Dưới đây là bảng phân bố điểm cho từng giai đoạn của giải đấu.

#### Vận động viên chuyên nghiệp
| Sự kiện | VĐ   | CK   | BK  | TK  | Vòng 1/16 | Vòng 1/32 | Vòng 1/64 | Vòng 1/128 | Q  | Q3 | Q2 | Q1 |
| Đơn nam | 2000 | 1200 | 720 | 360 | 180       | 90        | 45        | 10         | 25 | 16 | 8  | 0  |
| Đôi nam | 2000 | 1200 | 720 | 360 | 180       | 90        | 0         | —          | —  | —  | —  | —  |
| Đơn nữ  | 2000 | 1300 | 780 | 430 | 240       | 130       | 70        | 10         | 40 | 30 | 20 | 2  |
| Đôi nữ  | 2000 | 1300 | 780 | 430 | 240       | 130       | 10        | —          | —  | —  | —  | —  |

| Sự kiện  | VĐ  | CK  | BK/Hạng 3 | TK/Hạng 4 |
| Đơn      | 800 | 500 | 375       | 100       |
| Đôi      | 800 | 500 | 100       | —         |
| Đơn quad | 800 | 500 | 100       | —         |
| Đôi quad | 800 | 100 | —         | —         |

| Sự kiện     | VĐ  | CK  | BK  | TK  | Vòng 1/16 | Vòng 1/32 | Q  | Q3 |
| Đơn nam trẻ | 375 | 270 | 180 | 120 | 75        | 30        | 25 | 20 |
| Đơn nữ trẻ  | 375 | 270 | 180 | 120 | 75        | 30        | 25 | 20 |
| Đôi nam trẻ | 270 | 180 | 120 | 75  | 45        | —         | —  | —  |
| Đôi nữ trẻ  | 270 | 180 | 120 | 75  | 45        | —         | —  | —  |

### Tiền thưởng
Tổng số tiền thưởng của Giải quần vợt Úc Mở rộng 2022 tăng 4.9% lên mức kỷ lục giải đấu là A$75,000,000.
| Sự kiện      | VĐ          | CK          | BK        | TK        | Vòng 1/16 | Vòng 1/32 | Vòng 1/64 | Vòng 1/1281 | Q3       | Q2       | Q1       |
| Đơn          | A$2,875,000 | A$1,575,000 | A$895,000 | A$538,500 | A$328,000 | A$221,000 | A$154,000 | A$103,000   | A$53,500 | A$35,500 | A$25,250 |
| Đôi *        | A$675,000   | A$360,000   | A$205,000 | A$113,000 | A$65,250  | A$45,100  | A$30,050  | —           | —        | —        | —        |
| Đôi nam nữ * | A$190,000   | A$100,000   | A$50,000  | A$24,000  | A$12,000  | A$6,250   | —         | —           | —        | —        | —        |

## Tranh cãi tiêm chủng ngừa COVID-19, thị thực và các tranh cãi khác
Vào ngày 4 tháng 1 năm 2022, nhà đương kim vô địch Novak Djokovic thông báo anh có thể tham dự Giải quần vợt Úc Mở rộng sau khi anh được Tennis Australia và Bộ Y tế bang Victoria cho phép miễn trừ y tế đối với việc tiêm chủng ngừa COVID-19 bắt buộc, sau khi xem xét đơn xin của anh. Tuy nhiên, Bộ trưởng Nội vụ Úc, Karen Andrews, tuyên bố rằng bất kể quyết định của Tennis Australia và Victoria như thế nào, "các yêu cầu biên giới" của Úc sẽ vẫn được thực thi bởi chính phủ liên bang, cụ thể là những người chưa được tiêm chủng vào Úc "phải cung cấp bằng chứng có thể chấp nhận được họ không thể tiêm chủng vì lý do y tế".
Vào ngày 5 tháng 1, Djokovic đã bị Lực lượng Biên phòng Úc tạm giữ khi đến Úc và được xác định là không đáp ứng các yêu cầu nhập cảnh đối với những du khách chưa được tiêm chủng. Các luật sư của anh đã yêu cầu không trục xuất để kháng cáo việc từ chối cấp thị thực; điều này cho phép Djokovic bị giam trong một khách sạn tạm giam trong khi chờ kết quả kháng cáo. Vào ngày 10 tháng 1, Tòa án Gia đình và Mạch Liên bang đã ra phán quyết Djokovic thắng kiện, yêu cầu thả tự do cho anh và chính phủ liên bang trả toàn bộ chi phí phiên tòa. Lý do đưa ra phán quyết là khi Djokovic đang ở trong diện nhập cư trước khi thị thực của anh bị hủy, các quan chức Úc đã từ chối thỏa thuận cho Djokovic đủ thời gian để liên hệ với luật sư và cơ quan quản lý quần vợt trước khi anh được gặp chính thức; điều này khiến chính phủ Úc thừa nhận họ đã đối xử không hợp lý với Djokovic.
25 tay vợt và nhân viên khác đã nộp đơn xin miễn trừ y tế và một số ít đơn đã được chấp thuận. Trong số đó, có hai người có cùng loại thị thực và miễn trừ như Djokovic đã được cho phép vào nước này. Renata Voráčová, một trong những tay vợt được miễn trừ và được phép nhập cảnh vào đất nước. Cô đã tham dự một giải đấu khởi động nhưng sau đó bị giam trong cùng một khách sạn với Djokovic và bị trục xuất vào ngày 8 tháng 1 năm 2022. Filip Serdarusic, một huấn luyện viên quần vợt được miễn trừ, cũng được phép nhập cảnh nhưng đã tự ý rời khỏi đất nước.
Dư luận ở Úc phản ứng về việc một vận động viên chưa được tiêm chủng được phép nhập cảnh trong khi nhiều người Úc vẫn bị mắc kẹt ở nước ngoài do đại dịch, để tham gia một sự kiện mà khán giả không thể tham dự trừ khi được tiêm chủng đầy đủ, rất tiêu cực. Một cuộc thăm dò đáng chú ý được công bố bởi The Sun Herald và Sunday Age vào Chủ Nhật cho thấy 71% người được hỏi không muốn Djokovic được phép ở lại.
Vào ngày 14 tháng 1 năm 2022, Alex Hawke, Bộ trưởng Di trú Úc, thực hiện quyền bộ trưởng theo Đạo luật Di trú 1958 để hủy thị thực của Djokovic, với lý do "sức khỏe và trật tự tốt, trên cơ sở vì lợi ích công cộng để làm như vậy". Đơn xin xem xét lại quyết định đã được đưa ra tại Tòa án Liên bang, nhưng đã bị bác bỏ vào ngày 16 tháng 1, đồng nghĩa với việc Djokovic không thể tham dự Giải quần vợt Úc Mở rộng 2022. Djokovic cho biết anh "vô cùng thất vọng" với quyết định nhưng chấp nhận phán quyết, và rời Úc trong đêm đó. Salvatore Caruso, tay vợt xếp hạng 150 thế giới, thay thế Djokovic tham dự giải đấu.
Trong Giải quần vợt Úc Mở rộng 2022, các áo thun 'Where is Peng Shuai?' đã bị cấm ở các địa điểm. Lệnh cấm đã được bỏ sau một làn sóng phản đối.